# Piano basale

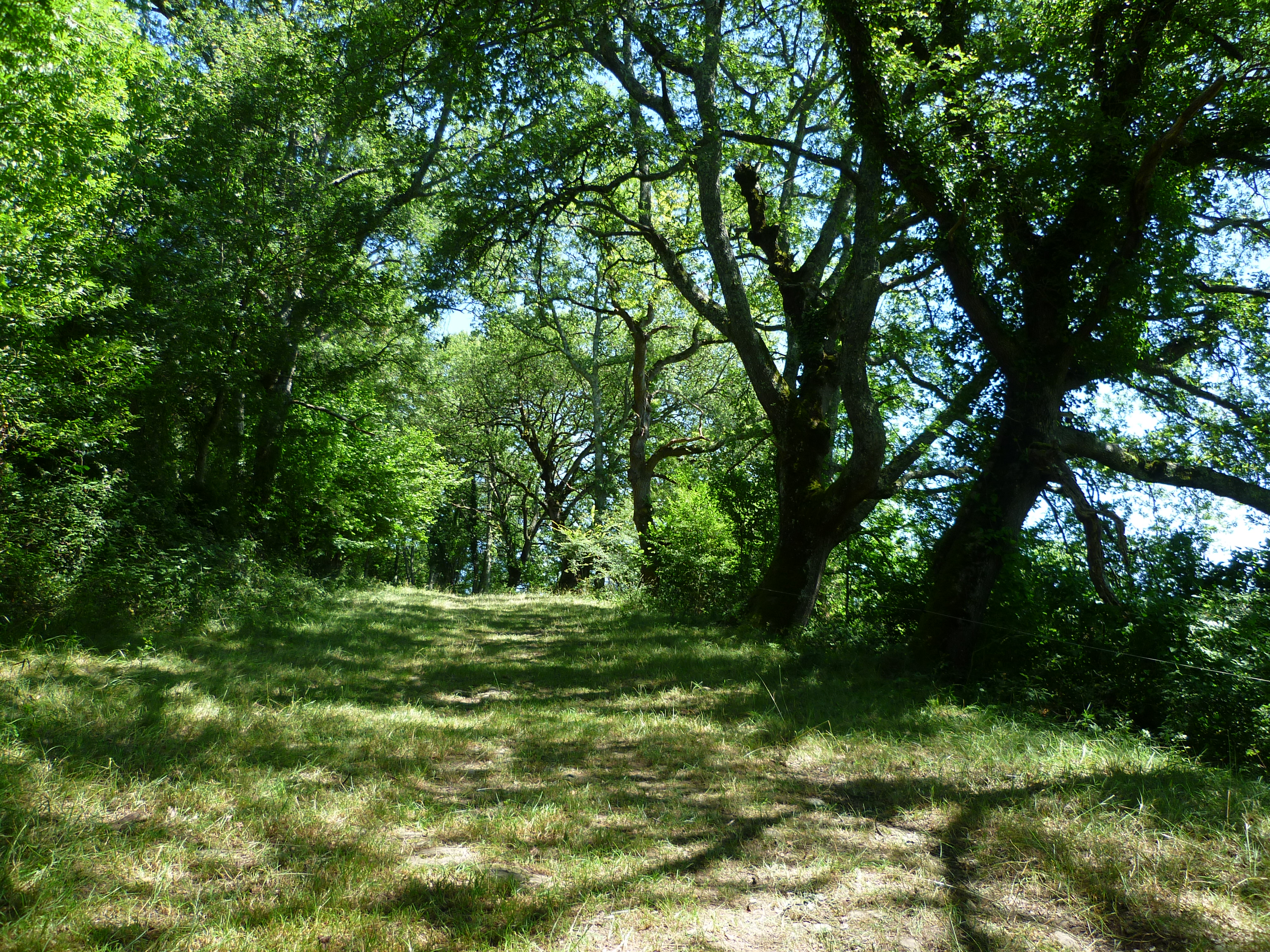
Piano basale. La vegetazione elio-termofila.

Il piano basale è il piano altitudinale iniziale (più basso) della serie di piani in cui si usa suddividere la vegetazione e la flora secondo l'altitudine. 

Il piano basale si estende da una certa quota iniziale sino ai 300–350 m s.l.m. Tale quota d'inizio, infatti, non può essere determinata a priori o in assoluto, poiché o viene fissata in base a specifici e a volte personali criteri da colui che esamina la vegetazione, oppure viene imposta dall'orografia e dalla morfologia dei luoghi. Infatti, relativamente all'Italia,:
- nello studio delle fasce vegetazionali di una grande valle alpina il piano basale inizia dalla piana fluviale di fondovalle, mediamente posta fra i 250 e i 350 m di quota.
- in uno studio sulle Prealpi, invece, il piano basale inizierà dalla pianura di base, che in Italia coincide con la pianura padana (fra 40 e i 200 m di quota).
- nel caso, infine, di uno studio su gruppi montuosi dell'Italia peninsulare, potrà ritenersi opportuno far iniziare il piano basale dalle zone collinari o planiziarie, ma anche dal livello del mare, sempre sino ai 400 m di quota.

## Orizzonti del piano basale

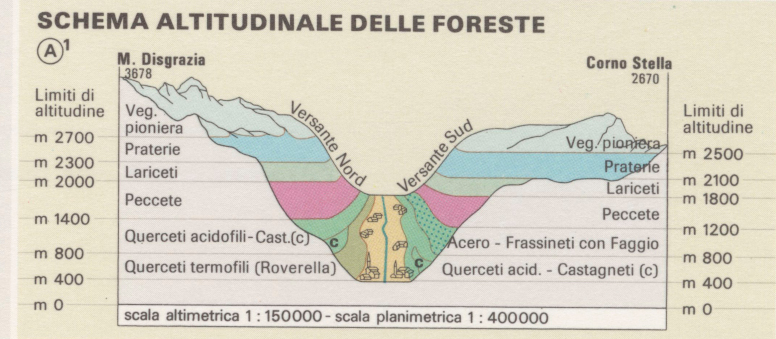
Schema altitudinale delle foreste

Alla grande diversità orografica e climatica della regione italica corrisponde una diversità di "Piani basali". Saranno considerate, pertanto, le due configurazioni geo-ambientali principali.

### Il piano basale continentale
Il piano basale continentale è compreso fra due orizzonti: quello superiore, tra i 300 ed i 350 m., detto "orizzonte sub-montano" che lo separa dal sovrastante piano sub-montano, e quello inferiore, detto "orizzonte planiziario continentale", che coincide con la pianura padano-veneta a quota 50–150 m (al suo interno esistono comunque diverse "isole climatiche" con vegetazione più termofila, quali: il lago Maggiore, le Langhe e il Monferrato, i Colli Euganei, i Colli morenici del Garda, a clima più mite, ma che debbono essere esaminate a parte). In sintesi:
- 300-350 m Orizzonte submontano
  - Piano planiziario-collinare continentale. Querce mesofile e meso-termofile.
- 50–150 m Orizzonte basale continentale

### Il piano basale peninsulare (o mediterraneo)
È compreso fra l'orizzonte superiore a quota 400–600 m, detto "orizzonte sub-montano", che lo separa dal sovrastante piano sub-montano, e l'orizzonte inferiore, detto "orizzonte basale litoraneo o mediterraneo", coincidente con il livello del mare. La parte superiore, dai 50-100 ai 400–600 m, accoglie una vegetazione termo-eliofila rappresentata prevalentemente da formazioni boschive di Roverelle (Quercus pubescens), Farnie e altre latifoglie xero-termofile, nonché un ricco corteggio di specie arbustive. La parte inferiore, da 50 a 100 m, è invece il regno dell'Elce o Leccio (Quercus ilex) e dell'Olivo (Olea europaea). L'ultima zona, quella da 0 a 50 m, può essere suddivisa in altre due fasce di notevole importanza: quella della "Macchia mediterranea" (Oleo-lentiscetum e Oleo-ceratonium) e quella a contatto con il mare: la fascia dei litorali sabbiosi e delle dune. Nel piano basale mediterraneo si distinguono quindi quattro piani secondari e quattro orizzonti intermedi. In sintesi:
- 400–600 m Orizzonte sub-montano. Limite delle sclerofille.
  - Piano collinare-planiziario mediterraneo. Roverelle, farnie, latifoglie xero-termofile.
- 50–200 m Orizzonte delle latifoglie xero-termofile.
  - Piano costiero. Lecci, olivi, tamerici, pinete marine (escluso il Pinus pinea che è specie alloctona anche se ormai ampiamente storicizzata).
- 50–100 m Orizzonte delle sclerofille.
  - Piano litoraneo della macchia mediterranea. Oleo-lentiscetum (nelle diverse varietà) e, per l'Italia meridionale, l'Oleo-ceratonium.
- 0–50 m Orizzonte della macchia mediterranea.
  - Piano litoraneo delle sabbie. Agropyretum e Ammophyletum.
- 0– 5 m Orizzonte basale litoraneo o Livello del mare.

Ultima, al di sotto del piano basale, la vegetazione dello Psammon.

## Il clima

### Il piano basale continentale
Il clima della piana alluvionale padano-veneta è par la gran parte continentale-temperato, con estati calde e spesso umide e inverni rigidi, non raramente innevati, simile, nei valori fondamentali, al clima del piano sub-montano, ma assai più uniforme e meno ventilato. In più, manca di significative zone soleggiate (salvo le eccezioni citate) e più miti. Non subisce inoltre variazioni improvvise ed ha una piovosità mediamente costante. Le temperature minime invernali scendono di poco al di sotto degli 0°, ma sono persistenti, come quelle massime estive, che non superano i 35° ma con umidità relativa spesso piuttosto elevata. Nelle stagioni di transizione le variazioni termiche hanno tempi lunghi, per la densità, e la relativa inerzia termica atmosferica.

### Il piano basale peninsulare
Ha un clima del tutto differente da quello continentale e, soprattutto, estremamente differenziato, a causa dei mari da cui la penisola è circondata, della dorsale appenninica che divide il territorio in due "versanti" e della notevole estensione latitudinale. Il clima del piano basale peninsulare è temperato-caldo, mediterraneo, spesso assai variabile e ricco di microclimi particolari che rispecchiano l'orografia assai variegata e l'esposizione ai venti di più diversa provenienza. Scarsamente umido, ha inverni miti ed estati calde e secche.

## Le associazioni e le specie

### Il piano basale continentale
Le condizioni climatiche simili a quelle pedemontane (parte bassa del piano sub-montano) stabiliscono molte somiglianze fra la vegetazione della piana e quella dei primi contrafforti montuosi. Se durante i secoli le foreste padane hanno subito diverse mutazioni (per cause naturali e antropiche), sempre però contenute in un intervallo spiccatamente mesofilo, attualmente il climax padano-veneto può individuarsi nella foresta a Querceto-Carpineto, dove, del genere Quercus, si alternano Rovere (Quercus petraea), Farnia (Quercus robur), Cerro (Quercus cerris) e, più raramente, Roverella (Quercus pubescens). Avremo dunque le Associazioni fondamentali:
- Querco-carpinetum borea-italicum (da Quercus peduncolata borea-italica e Ostrya carpinifolia).[1]
- Quercetum cerris - petraeae (da Quercus cerris e Quercus petraea).
- Quercus robur o Quercus peduncolata (Fagaceae) - Farnia o Quercia ciliegia
- Quercus petraea (Fagaceae) - Rovere
- Quercus cerris (Fagaceae) - Cerro
- Quercus pubescens (Fagaceae) - Roverella o Quercia lanuginosa
- Ostrya carpinifolia (Betulaceae) - Carpino nero
- Fraxinus ornus (Oleaceae) - Orniello
- Celtis australis (Ulmaceae) - Bagolaro
- Ulmus minor o campestris (Ulmaceae) - Olmo
- Acer campestre (Aceraceae) - Acero campestre
- Corylus avellana (Betulaceae) - Nocciolo
- Rhamnus frangula (Rhamnaceae) - Frangula
- Alnus glutinosa (Betulaceae) - Ontano nero
- Mespilus germanica (Rosaceae) - Nespolo comune o europeo
- Viburnum tinus (Caprifoliaceae) - Viburno
- Lonicera caprifolium (Caprifoliaceae) - Caprifoglio
- Ligustrum vulgare (Oleaceae) - Ligustro
- Veratrum album (Liliaceae) - Veratro
- Humulus lupulus (Cannabinaceae) - Luppolo
- Clematis vitalba (Ranuncolaceae) - Vitalba
- Paris quadrifolia (Liliaceae) - Uva di volpe o Crocione
- Ruscus aculeatus (Liliaceae) - Pungitopo
- Cornus sanguinea (Cornaceae) - Sanguinella
- Lithospermum officinale (Boraginaceae) - Litospermo
- Daphne mezereum (Timeleaceae) - Mezereo
- Juniperus communis (Cupressaceae) - Ginepro comune
- Juglans regia (Juglandaceae) - Noce
- Dryopteris filix-mas (Polypodiaceae) - Felce maschio
- Athyrium filix-femina (Polypodiaceae) - Felce femmina

In zone umide o limitrofe ai corsi d'acqua:
- Populo-Salicetum (da Populus nigra e Populus alba, Salix alba, Salix viminalis, etc.),
- Alnetum glutinosae (da Alnus glutinosa).

## Galleria d'immagini 1

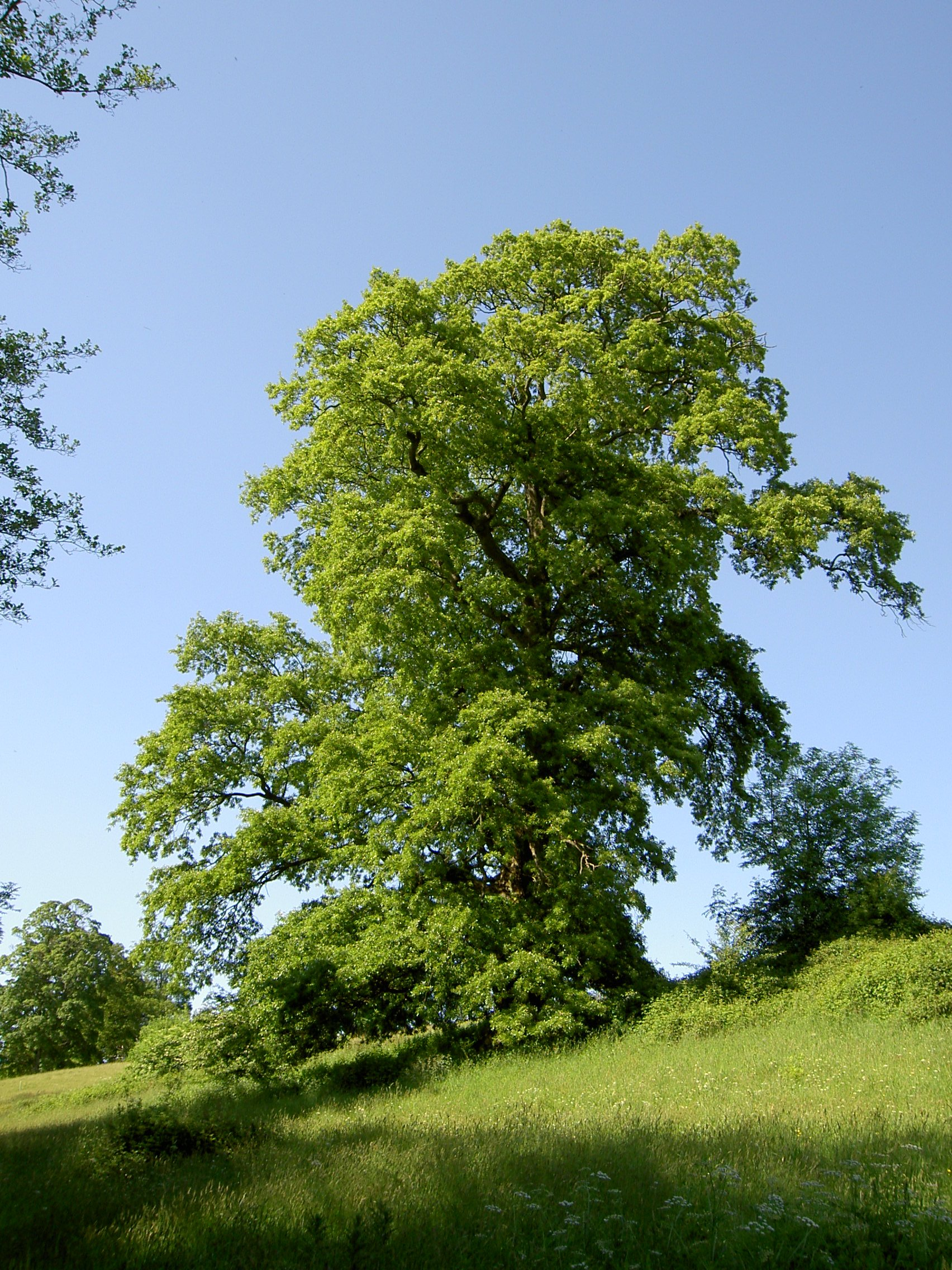
Cerro
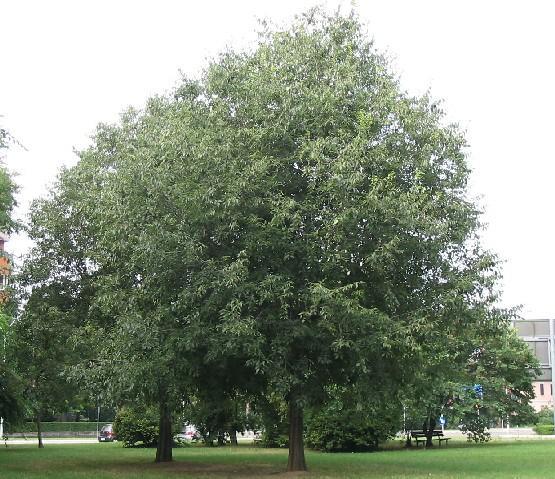
Bagolaro
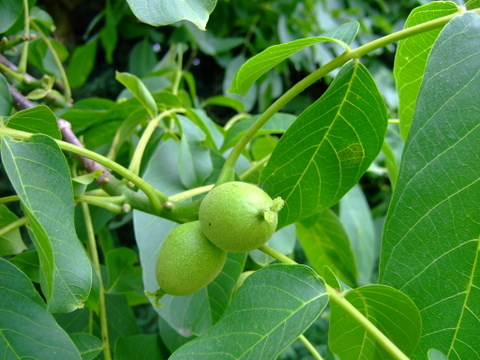
Noce
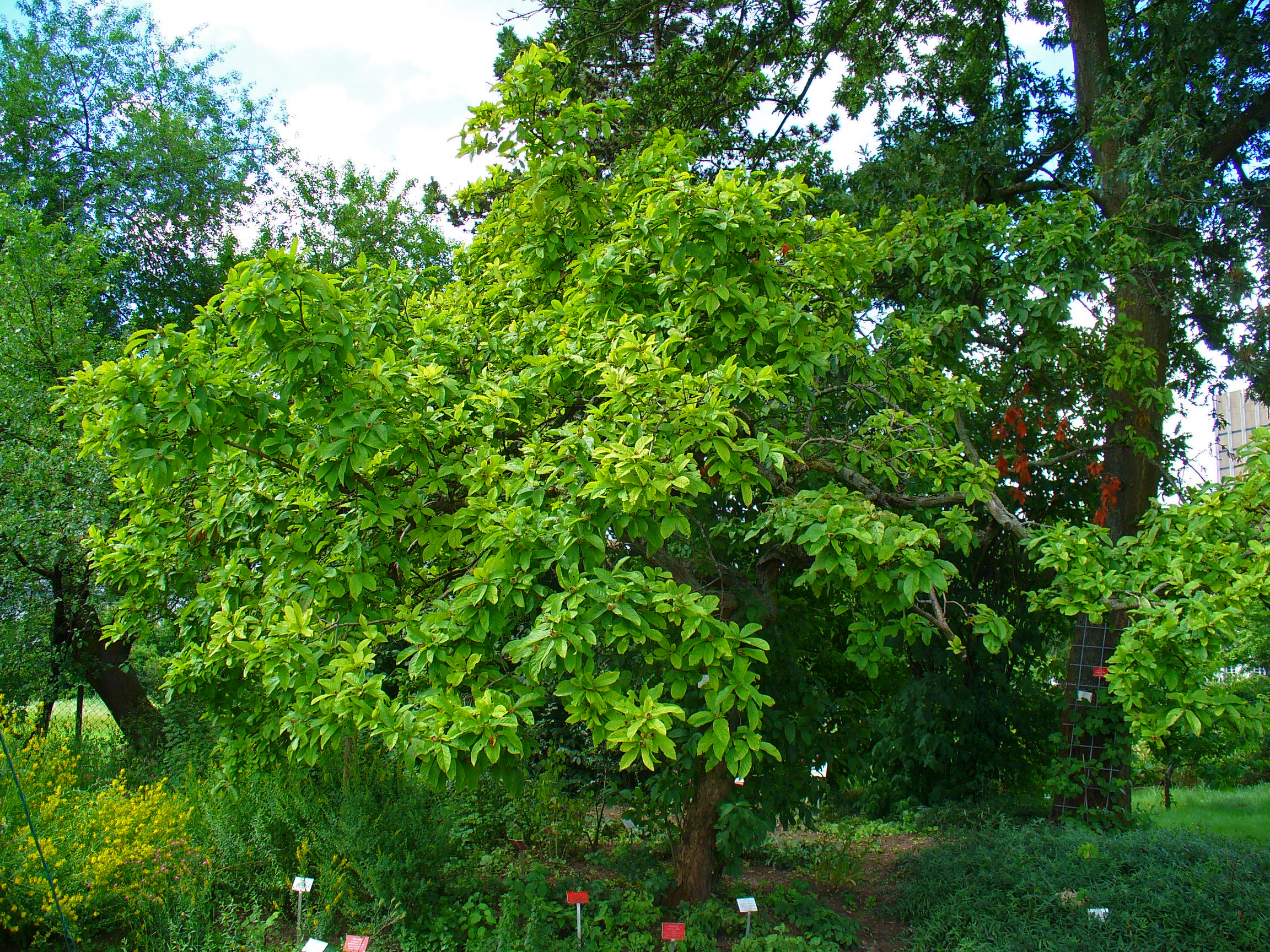
Nespolo
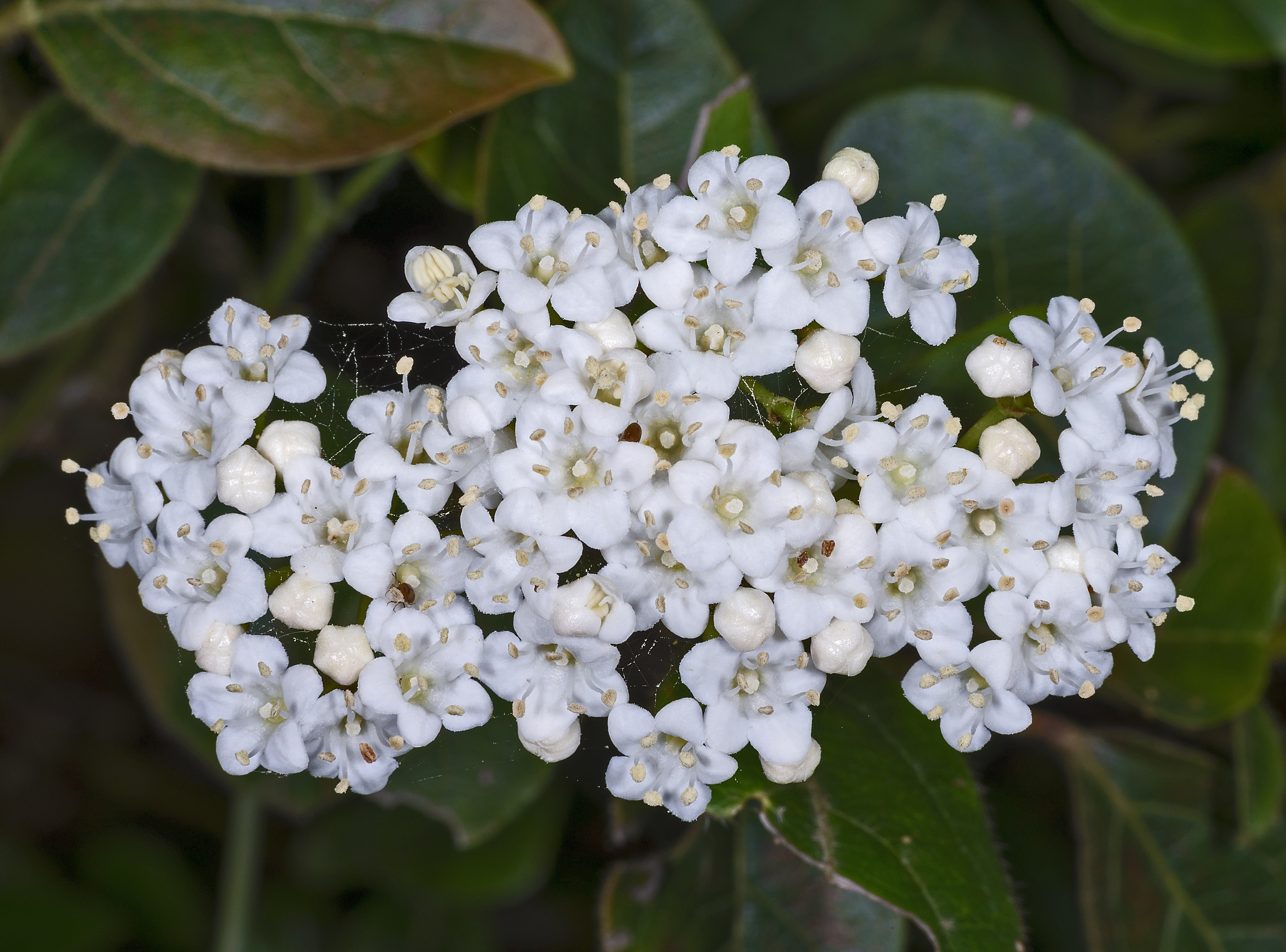
Viburno
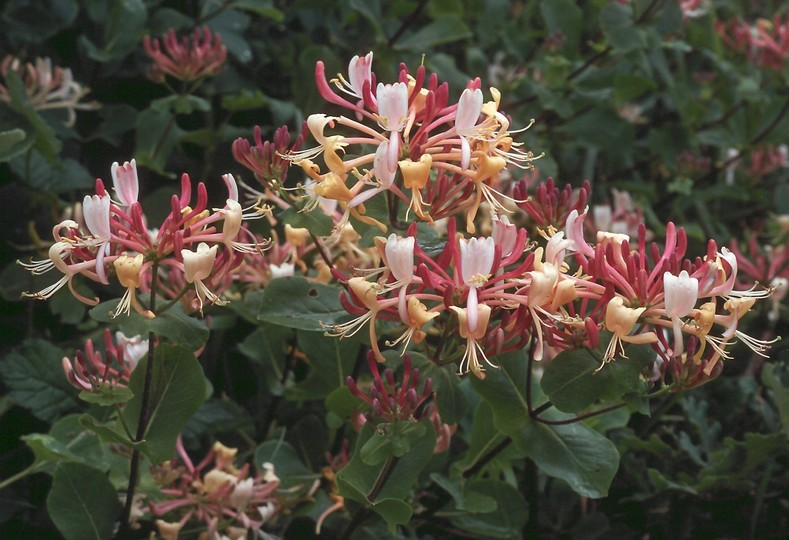
Caprifoglio
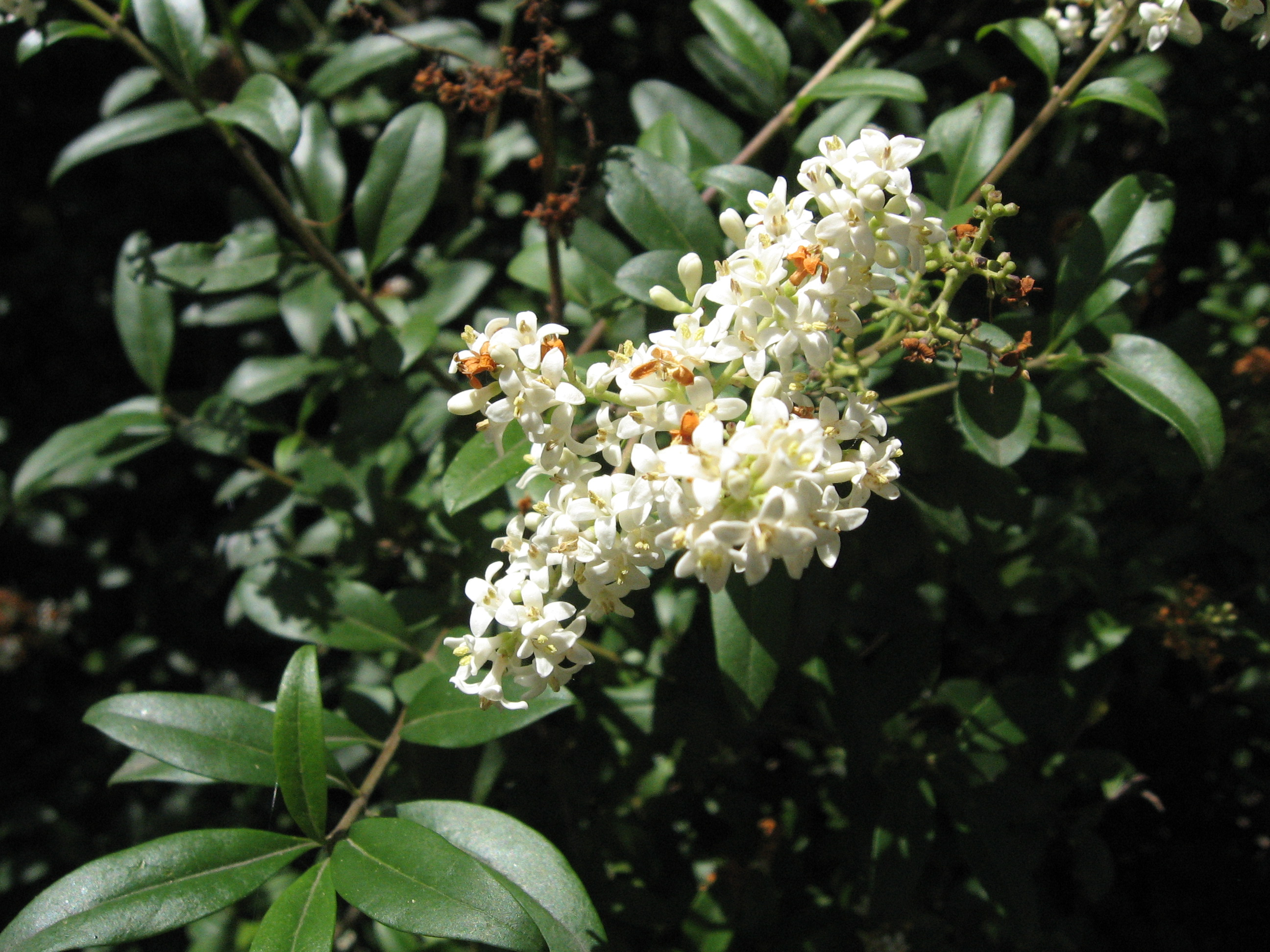
Ligustro
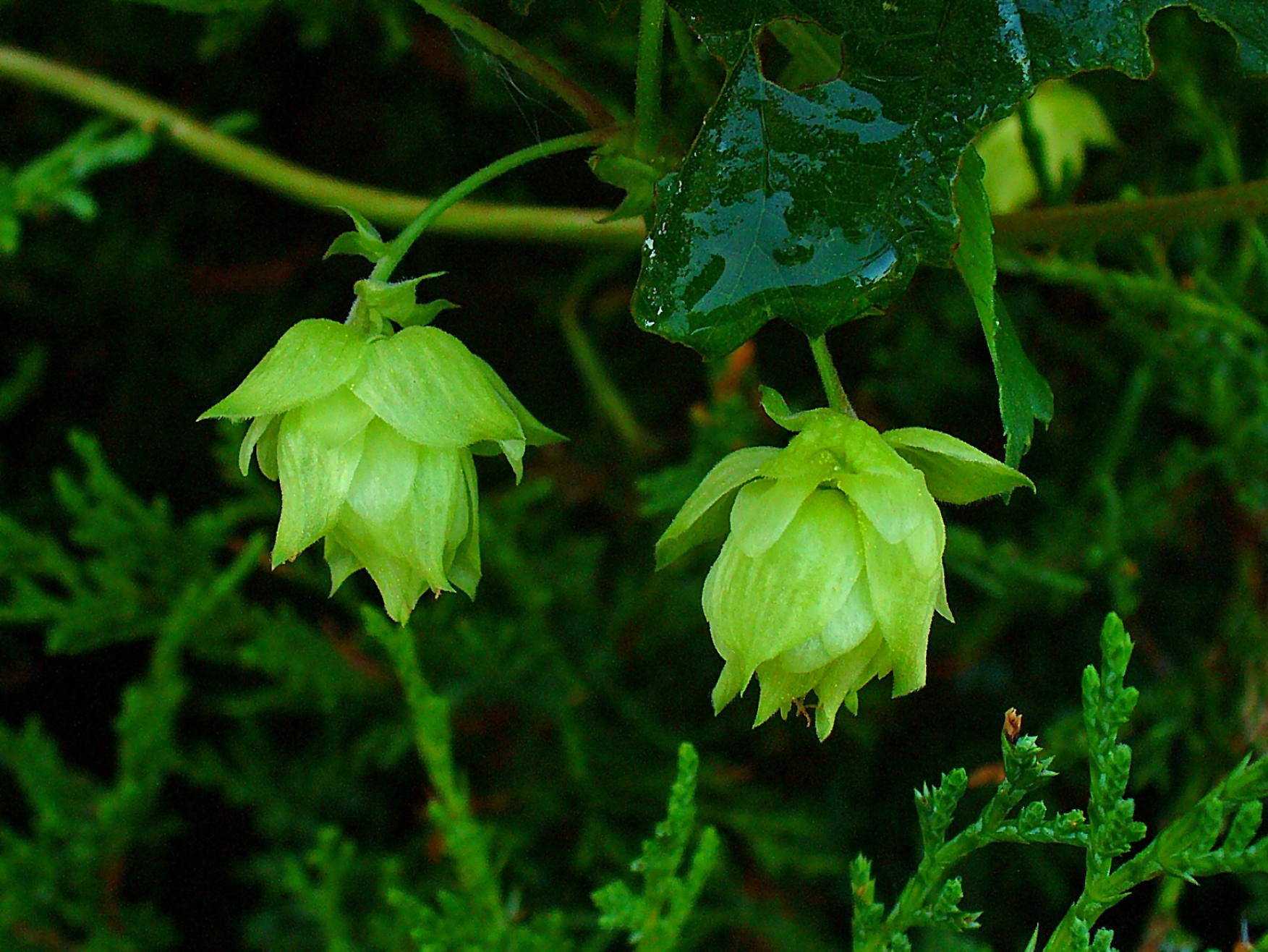
Luppolo
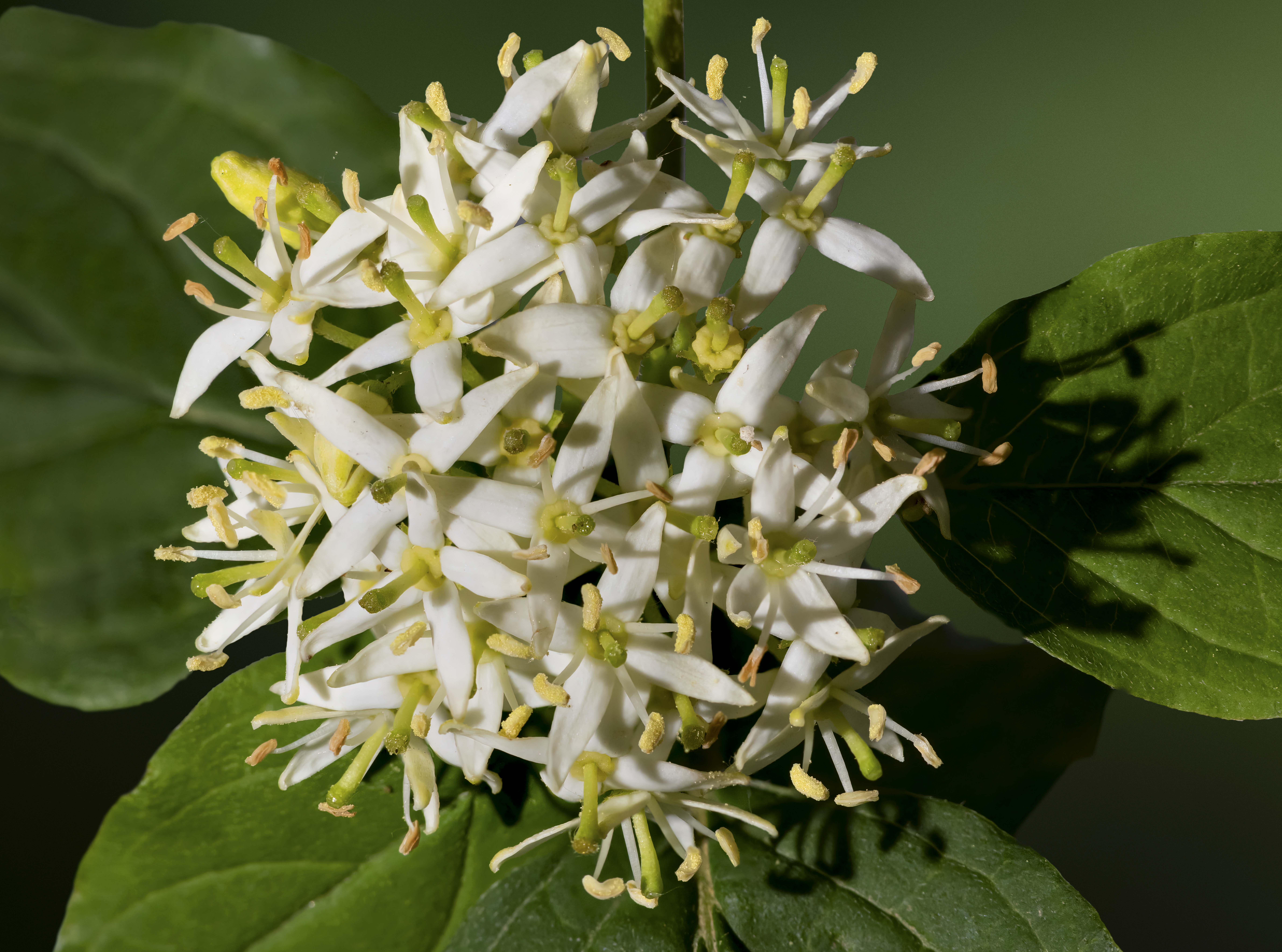
Sanguinella
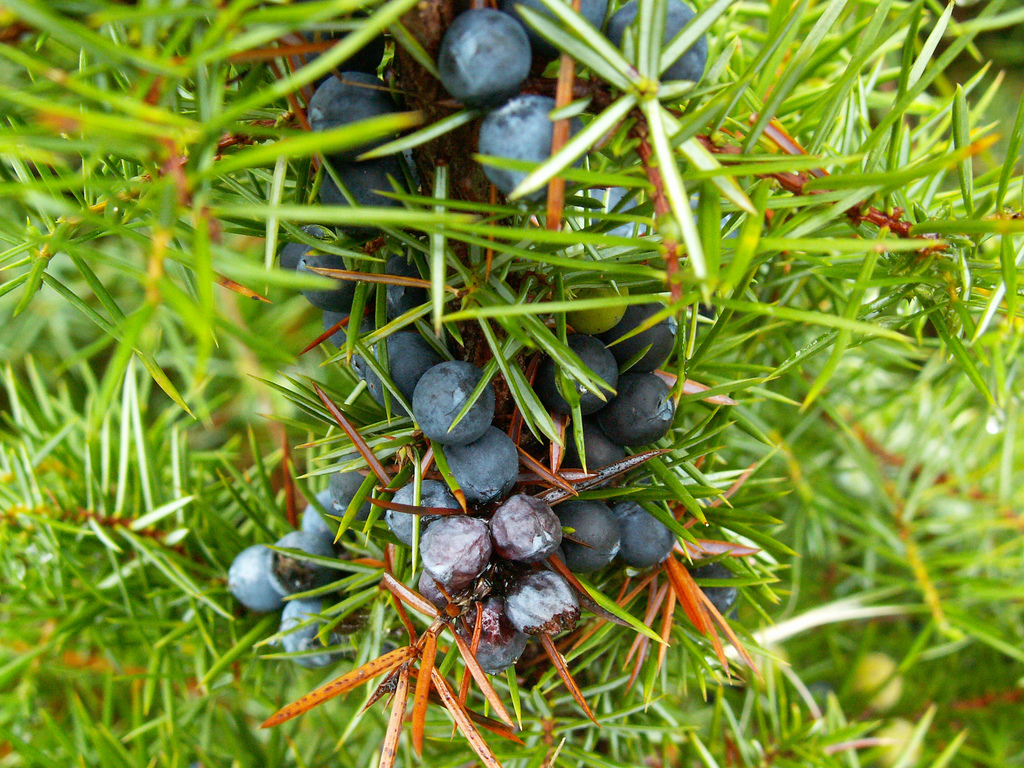
Ginepro
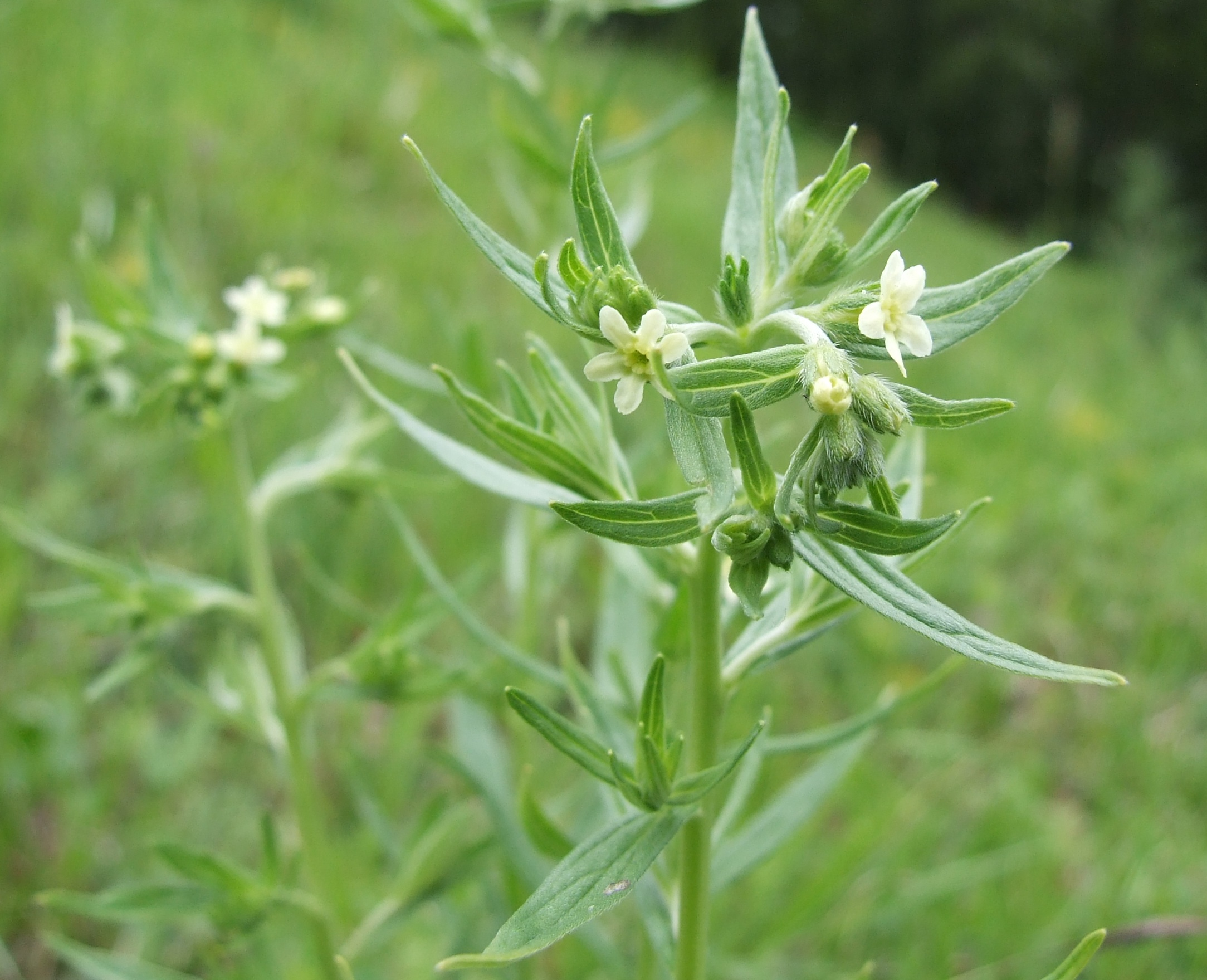
Litospermo
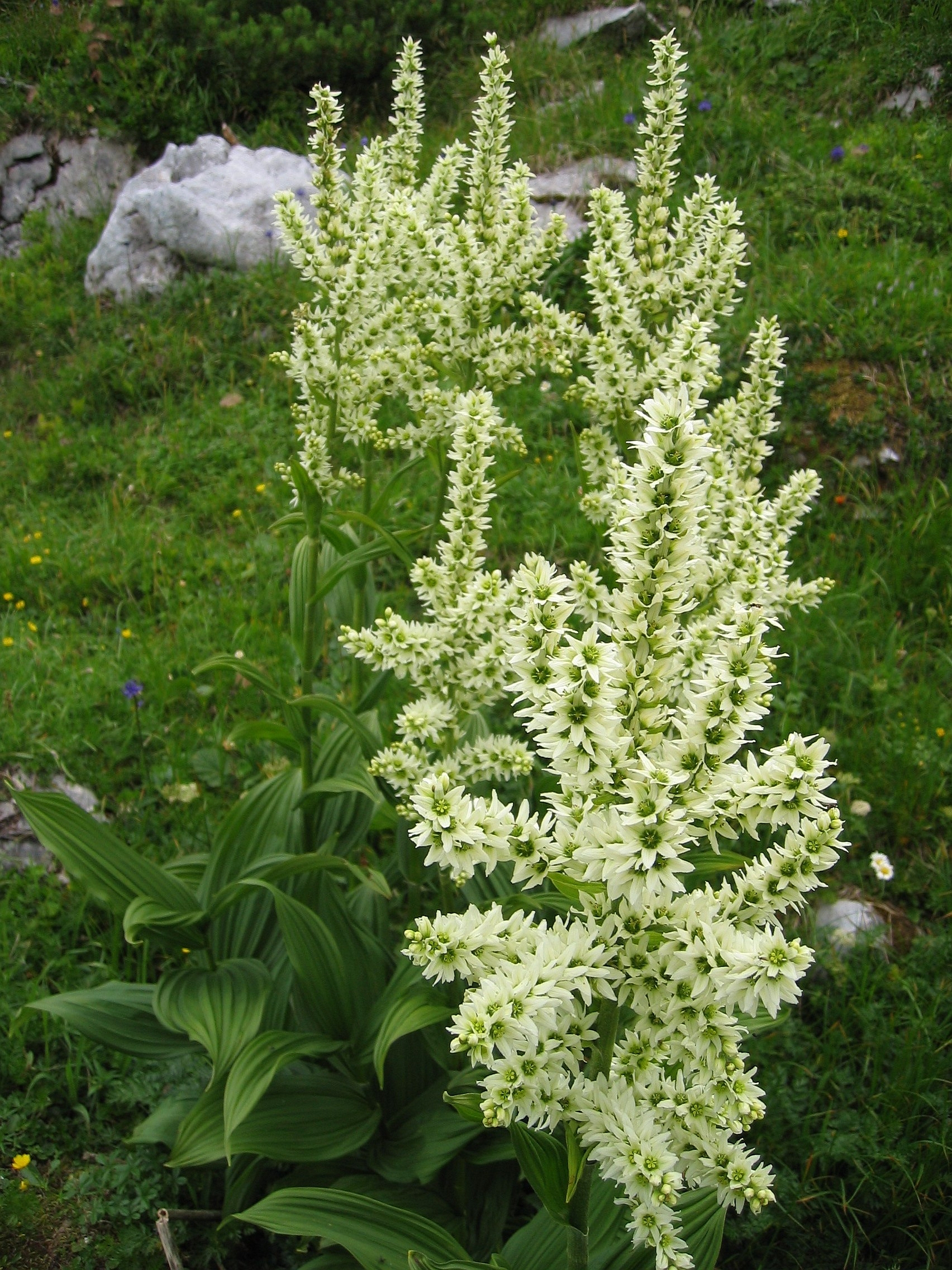
Veratro (tossico)

### Il piano basale peninsulare

#### Piano planiziario-collinare mediterraneo

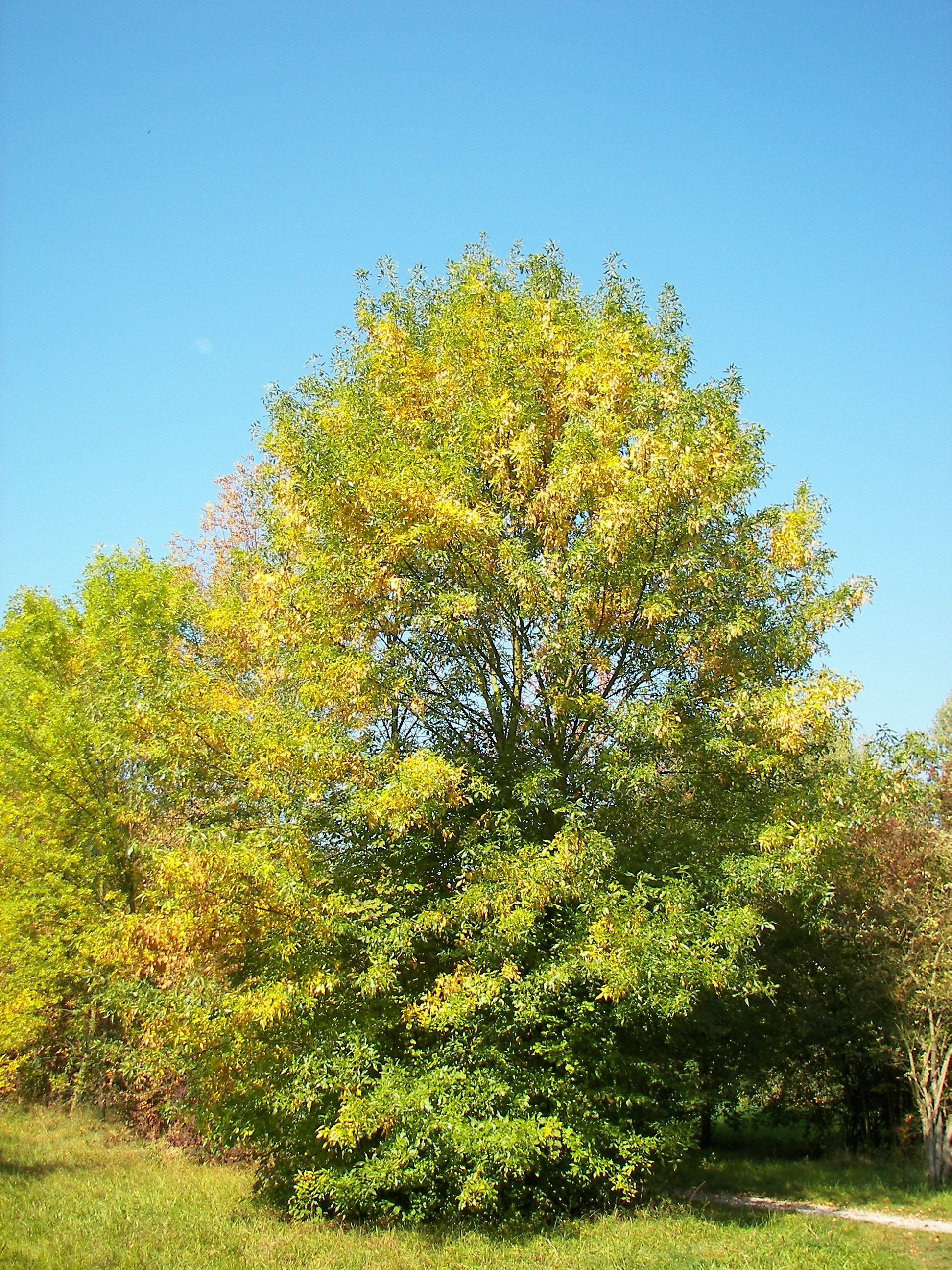
Piano basale. Roverelle, ornielli, aceri.

Il climax del piano basale peninsulare è quello del Quercion pubescentis - petraeae, e quindi di boschi misti a Roverella e Rovere nei siti più elevati, e del Quercion ilicis, boschi di Leccio (Quercus ilex), per il sottostante piano costiero.

Alla Roverella e alla Rovere si affianca frequentemente il Cerro (Quercus cerris) nelle zone più fresche, così come al Leccio si affianca l'Olivo (Olea europaea), ormai tutto coltivato, o l'Olivastro (Olea oleaster). Queste Alleanze si aprono a diverse Associazioni, a seconda del clima e della condizione edafica, nelle quali alle specie arboree rappresentative si affiancano specie arbustive ed erbacee di corteggio, ma che possono spesso essere considerate alla stregua di co-matrici associative.
Quercetum pubescentis - petraeae
- Quercus pubescens (Fagaceae) - Roverella
- Quercus petraea (Fagaceae) - Rovere
- Quercus robur o Quercus peduncolata (Fagaceae) - Farnia (In luoghi umidi; si ricordi la foresta umida del Parco nazionale del Circeo)
- Quercus cerris (Fagaceae) - Cerro
- Acer campestre (Aceraceae) - Acero di campo
- Ulmus minor o campestris (Ulmaceae) - Olmo
- Corylus avellana (Betulaceae) - Nocciolo
- Cornus mas (Cornaceae) - Corniolo
- Lithospermum officinale (Boraginaceae) - Litospermo
- Rhamnus alaternus (Rhamnaceae) - Alaterno
- Cytisus scoparius (Papilionaceae) - Ginestra dei carbonai
- Calicotome spinosa (Papilionaceae) - Sparzio o Ginestra spinosa
- Genista tinctoria (Papilionaceae) - Ginestrella
- Spartium junceum (Papilionaceae) - Ginestra odorosa
- Juniperus communis (Cupressaceae) - Ginepro comune
- Juniperus sabina (Cupressaceae)
- Juniperus oxycedrus (Cupressaceae) - Ginepro ossicedro
- Ruscus aculeatus (Liliaceae) - Pungitopo
- Viburnum tinus (Caprifoliaceae) - Viburno
- Viburnum lantana (Caprifoliaceae) - Lantana
- Coronilla emerus (Papilionaceae) - Cornetta o Dondolina
- Ligustrum vulgare (Oleaceae) - Ligustro
- Clematis vitalba (Ranuncolaceae) - Vitalba
- Lonicera caprifolium (Caprifoliaceae) - Caprifoglio
- Bromus erectus (Graminaceae) - Forasacco
- Stipa capillaris (Graminaceae) - Sparto
- Stipa pennata (Graminaceae) - Lino delle fate
- Poa trivialis (Graminaceae) - Erba fienarola
- Rubus sp. (Rosaceae) - Rovo specie varie

E in zone umide o lungo corsi d'acqua:
- Populus nigra (Salicaceae) - Pioppo nero
- Populus nigra var. italica (Salicaceae) - Pioppo italico o cipressino (originario degli altopiani dell'Appennino centrale)
- Populus alba (Salicaceae) - Pioppo bianco
- Populus tremula (Salicaceae) - Pioppo tremulo
- Salix alba (Salicaceae) - Salice bianco
- Salix incana (Salicaceae) - Salice ripaiolo
- Salix purpurea (Salicaceae) - Salice rosso
- Salix triandra (Salicaceae) - Salice da ceste
- Salix viminalis (Salicaceae) - Salice da vimini
- Salix caprea (Salicaceae) - Salicone (anche su terreni asciutti)

## Galleria d'immagini 2

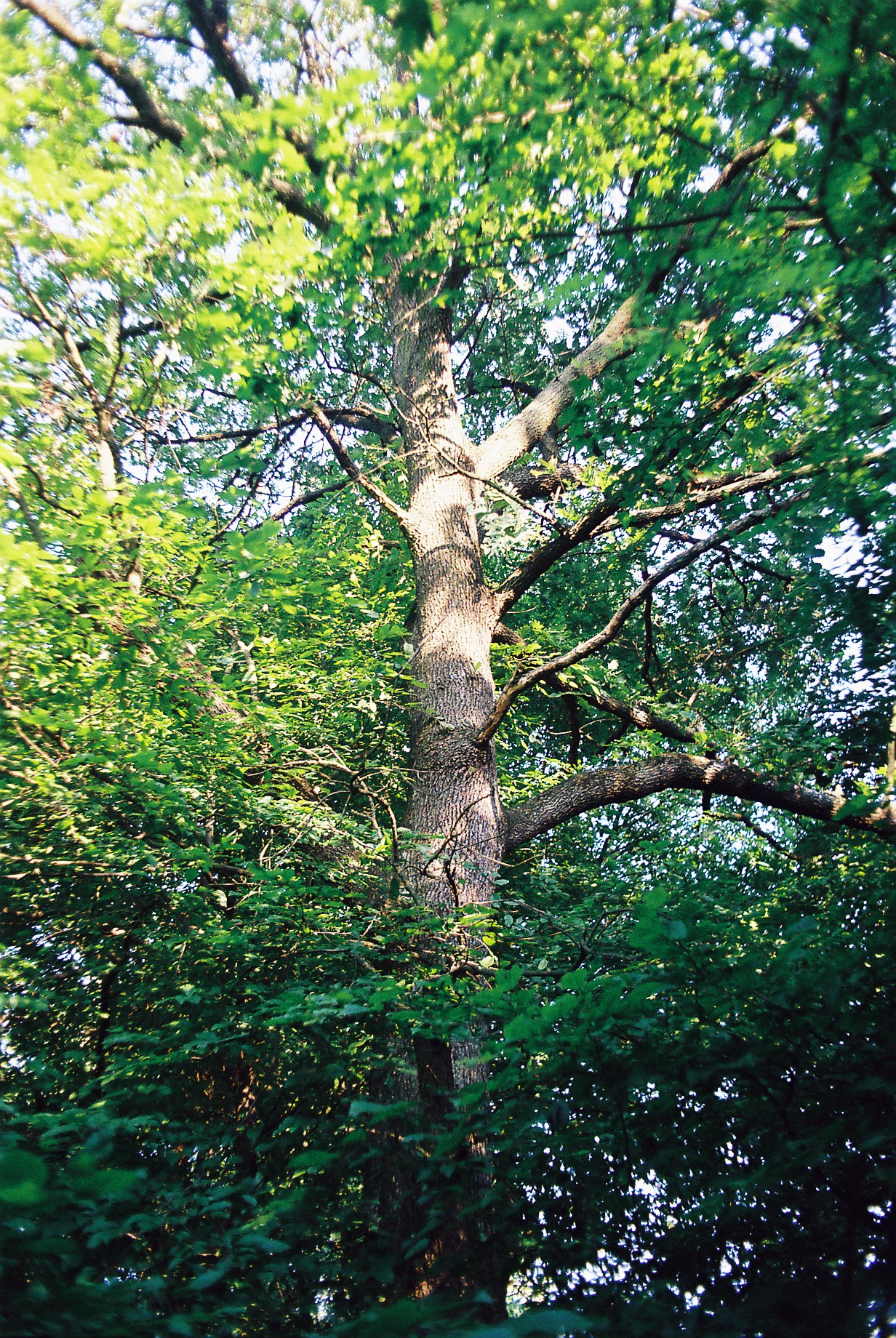
Farnetto
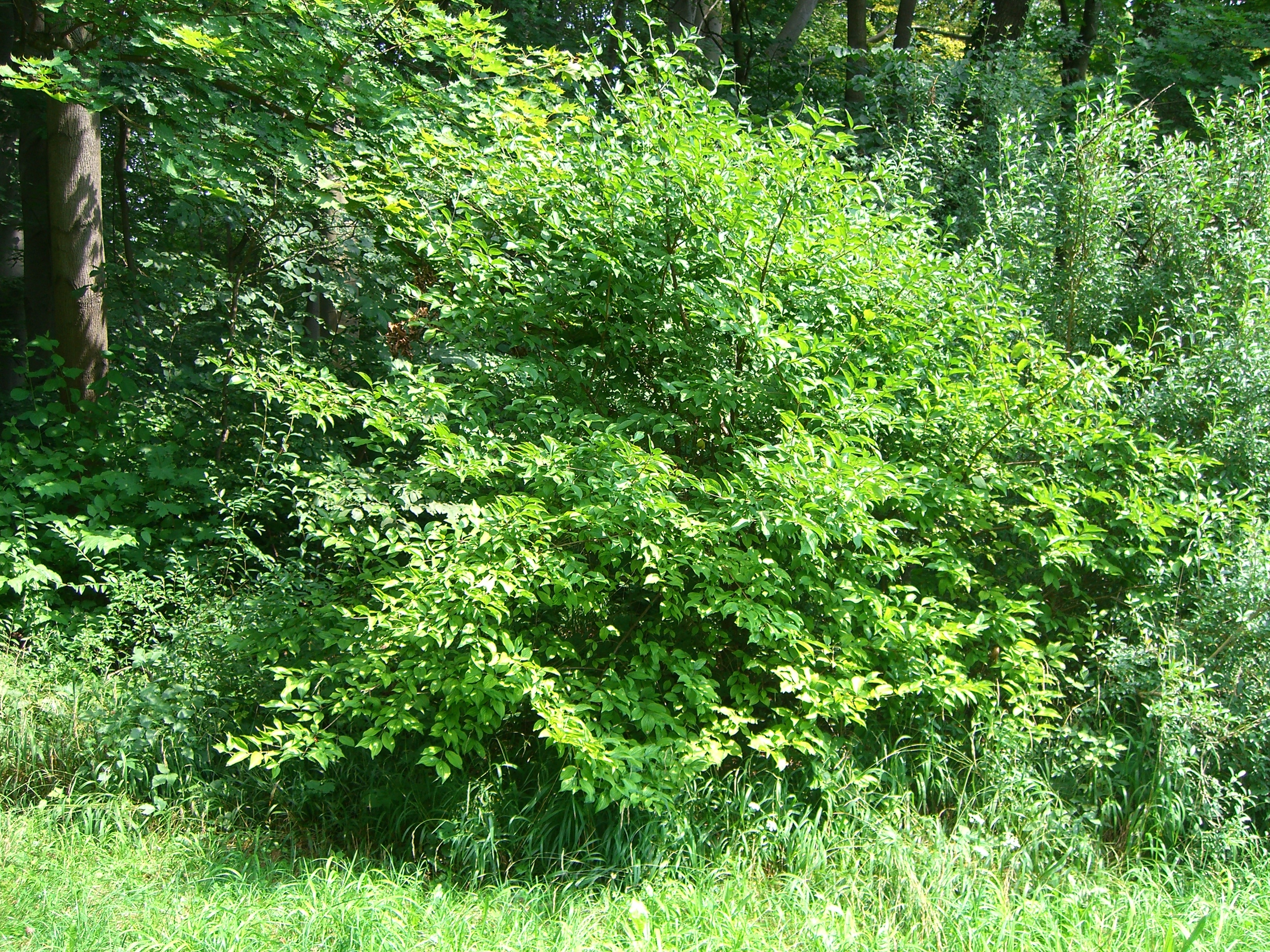
Corniolo
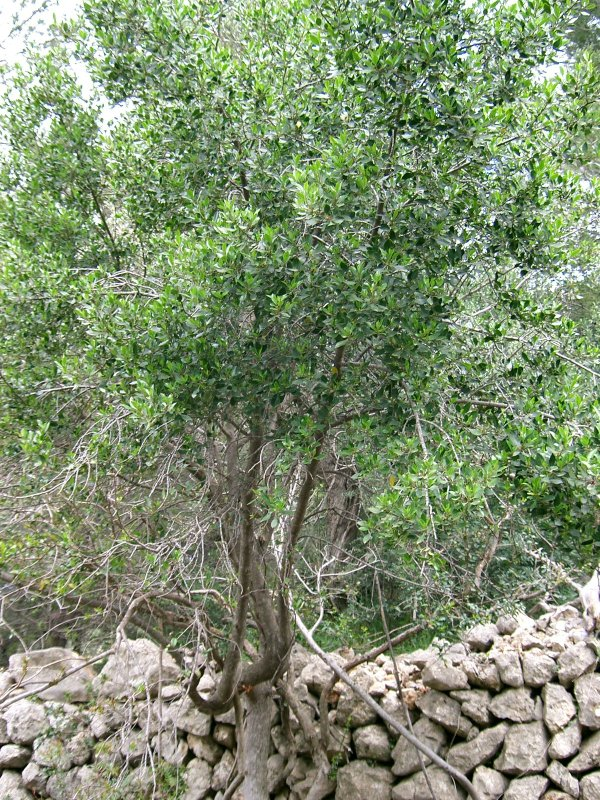
Alaterno
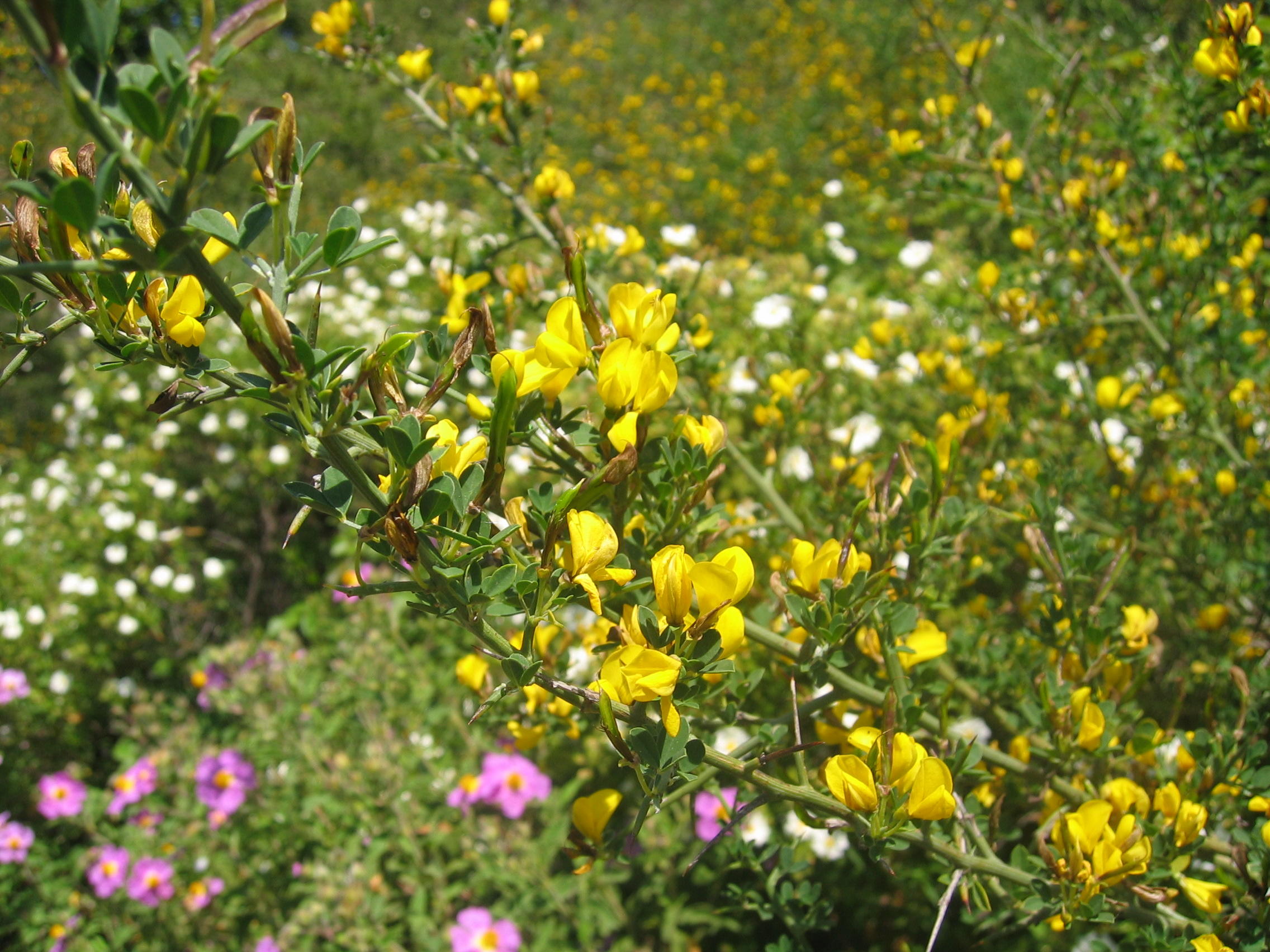
Ginestra spinosa
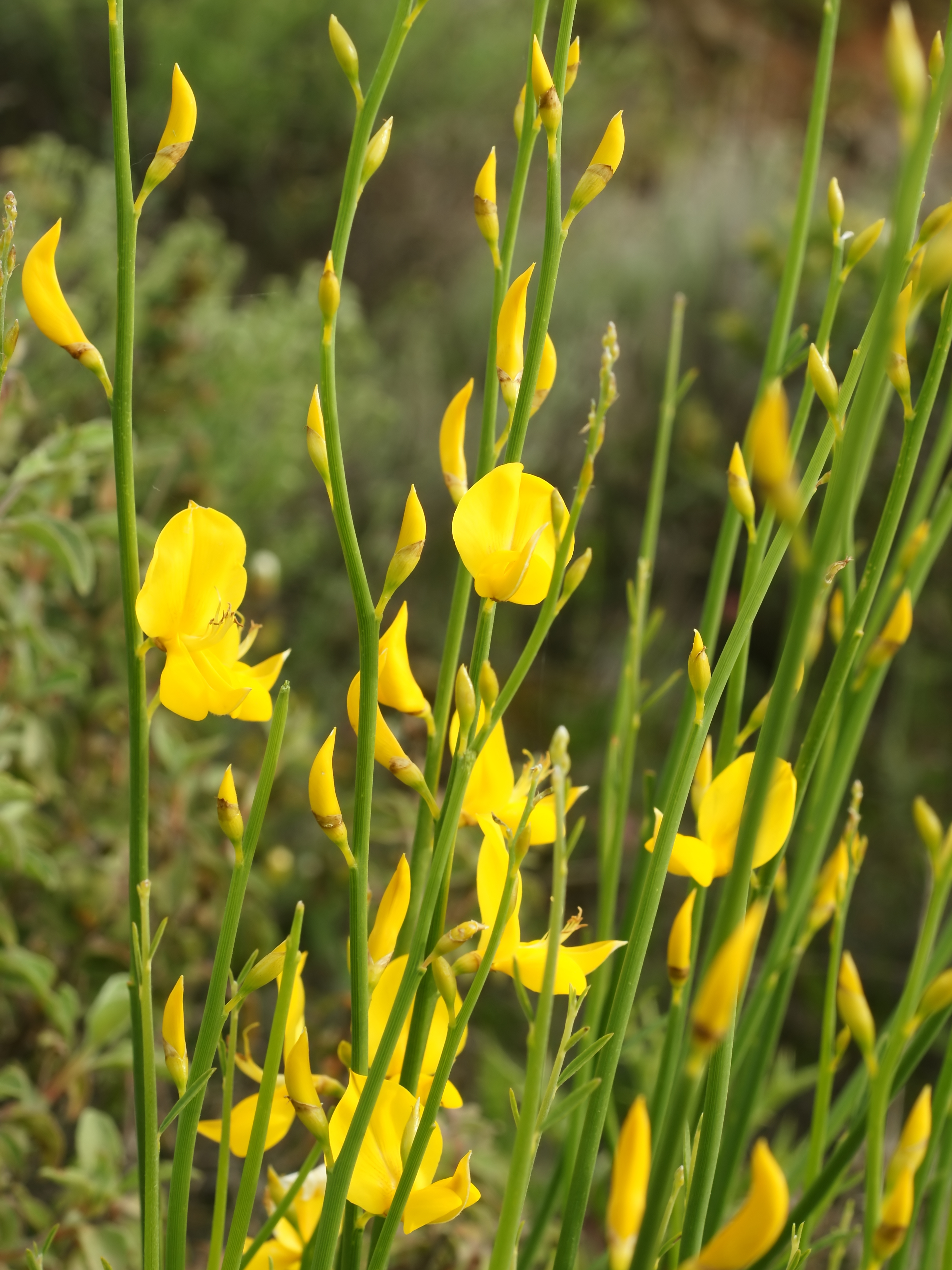
Ginestra odorosa
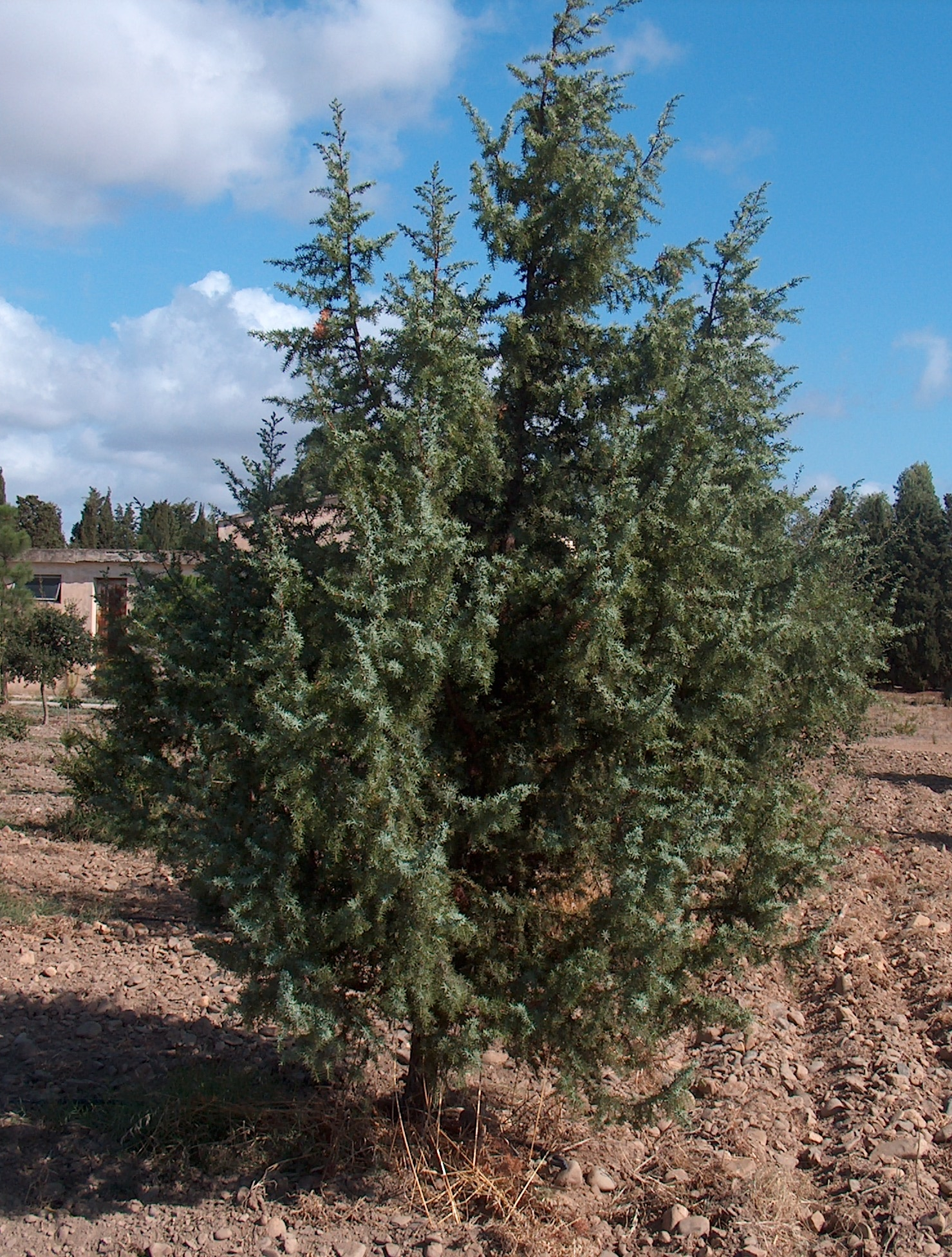
Ginepro rosso
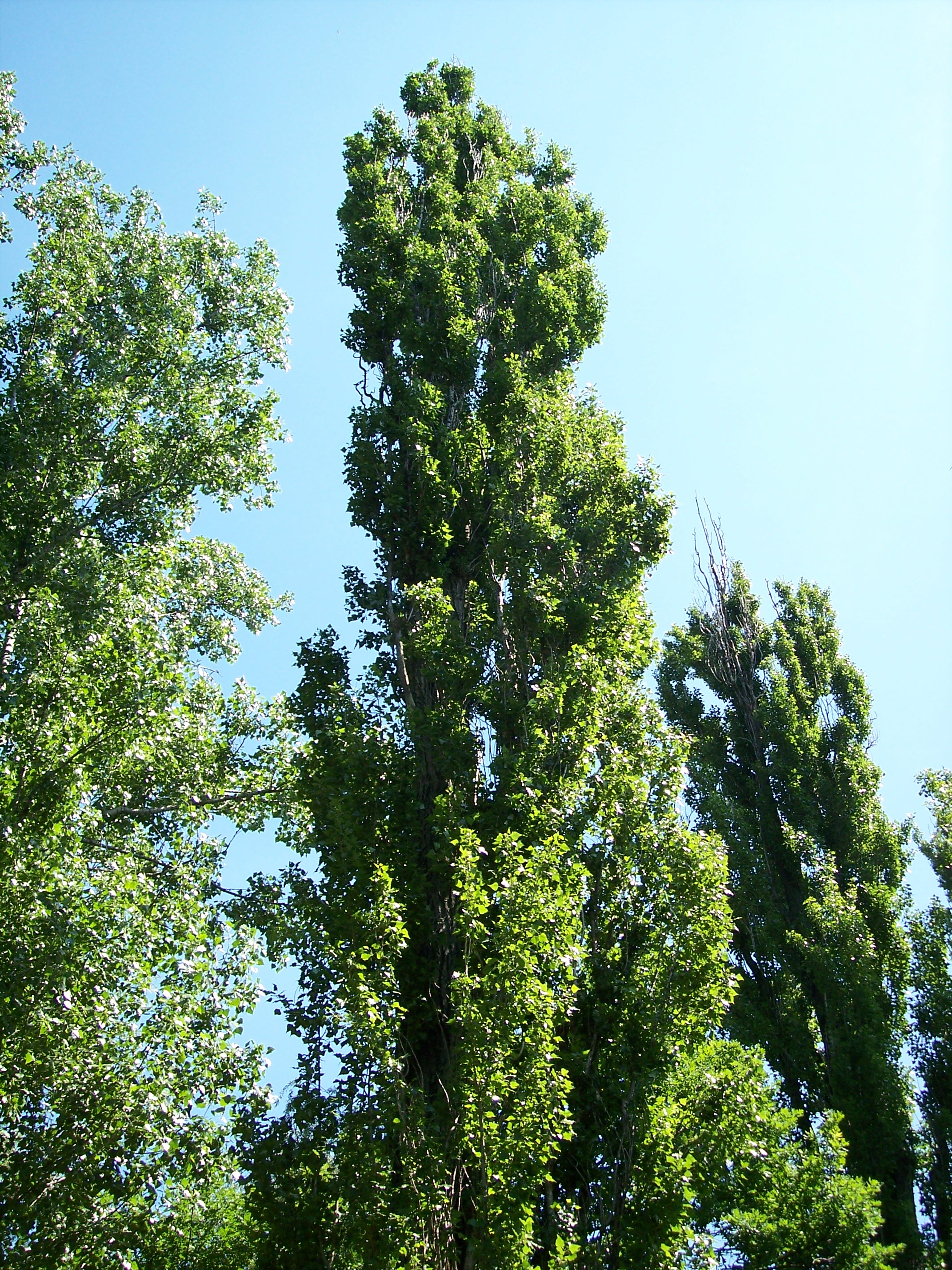
Pioppo nero
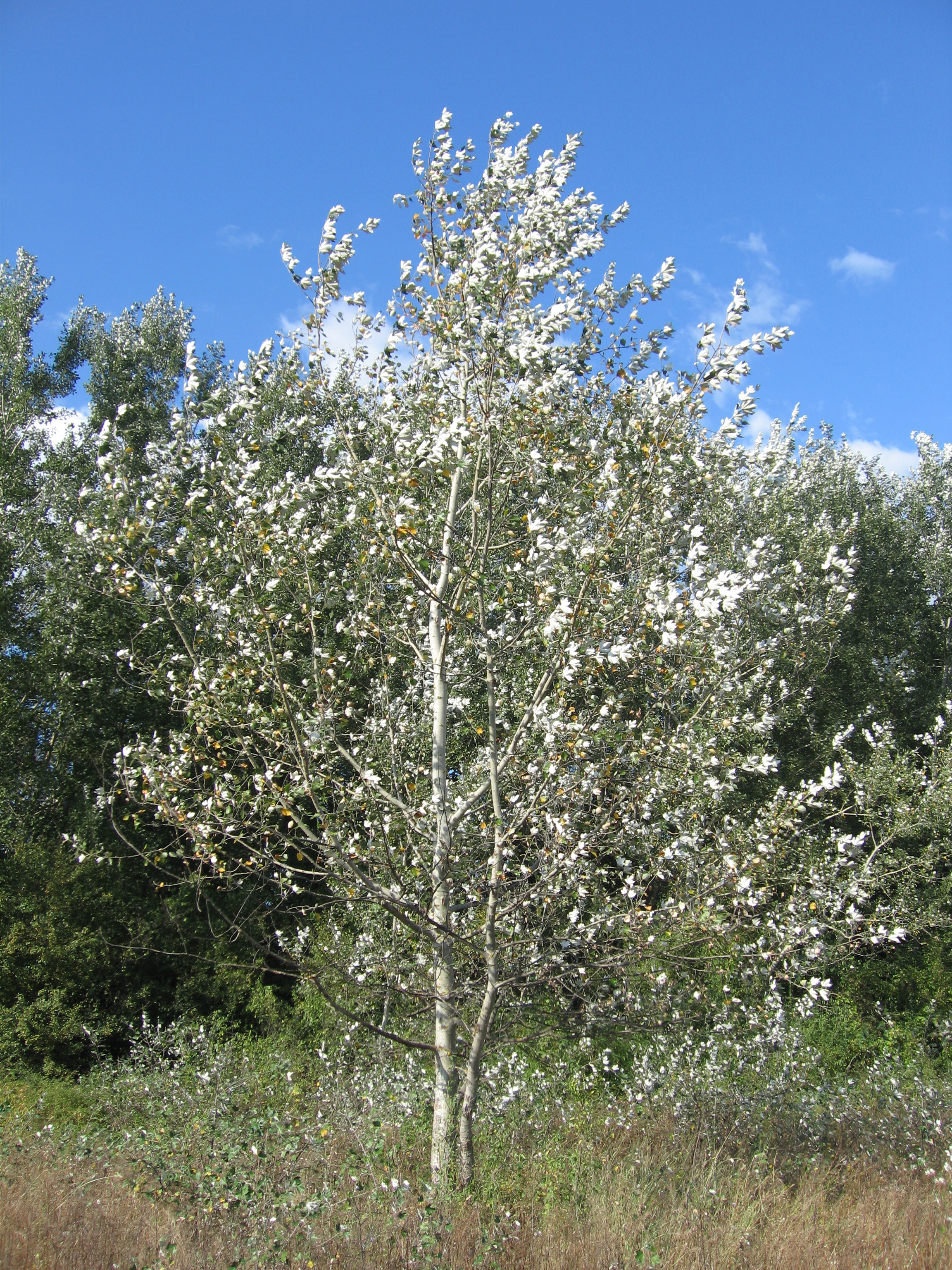
Pioppo bianco
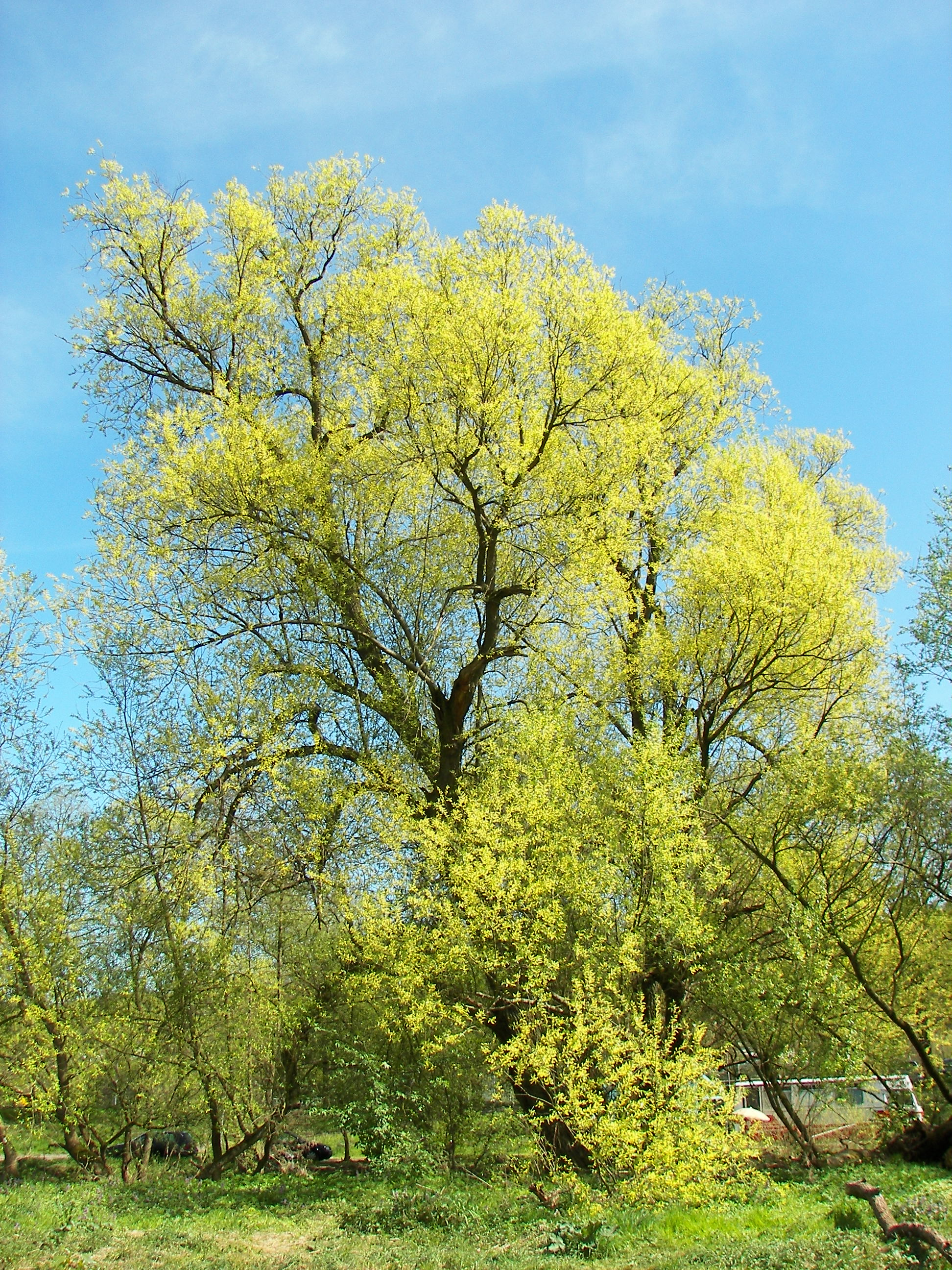
Salice bianco
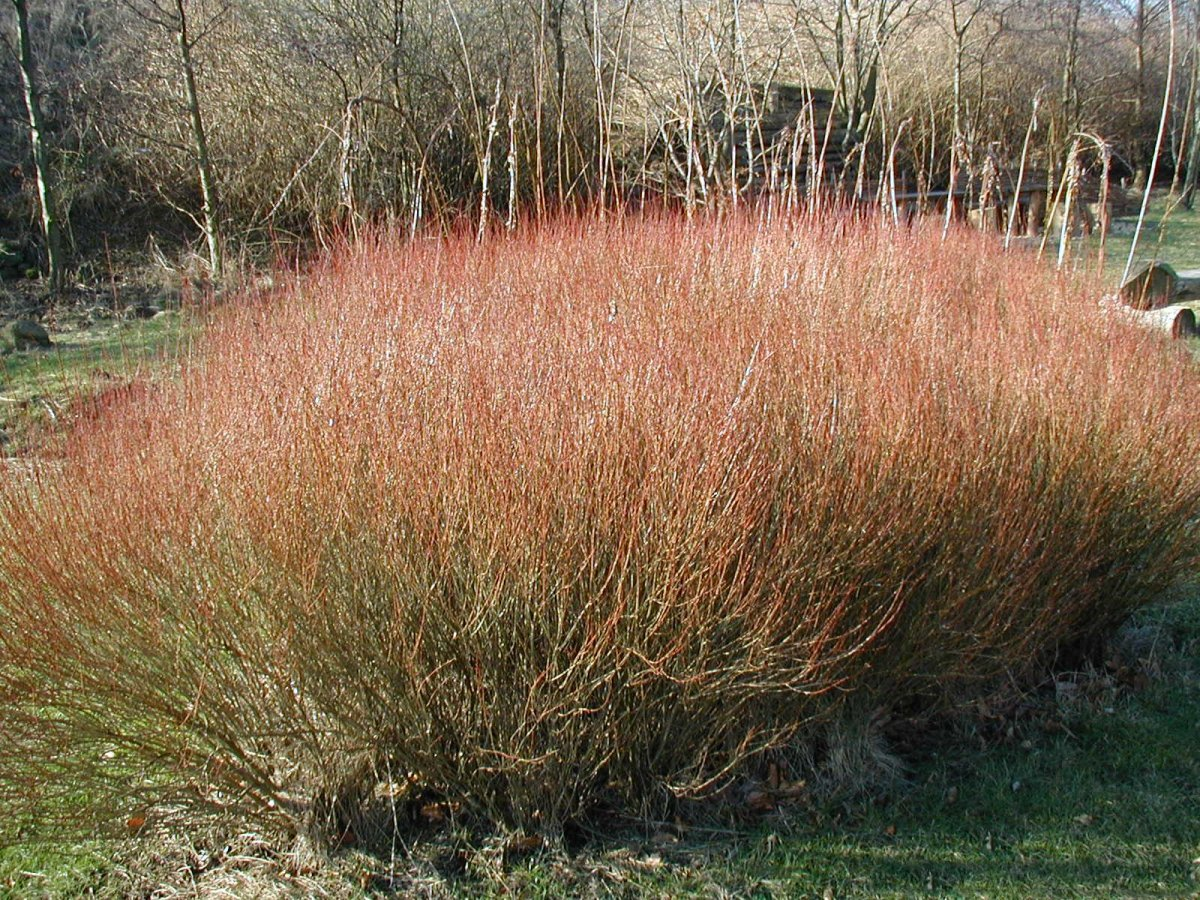
Salice rosso
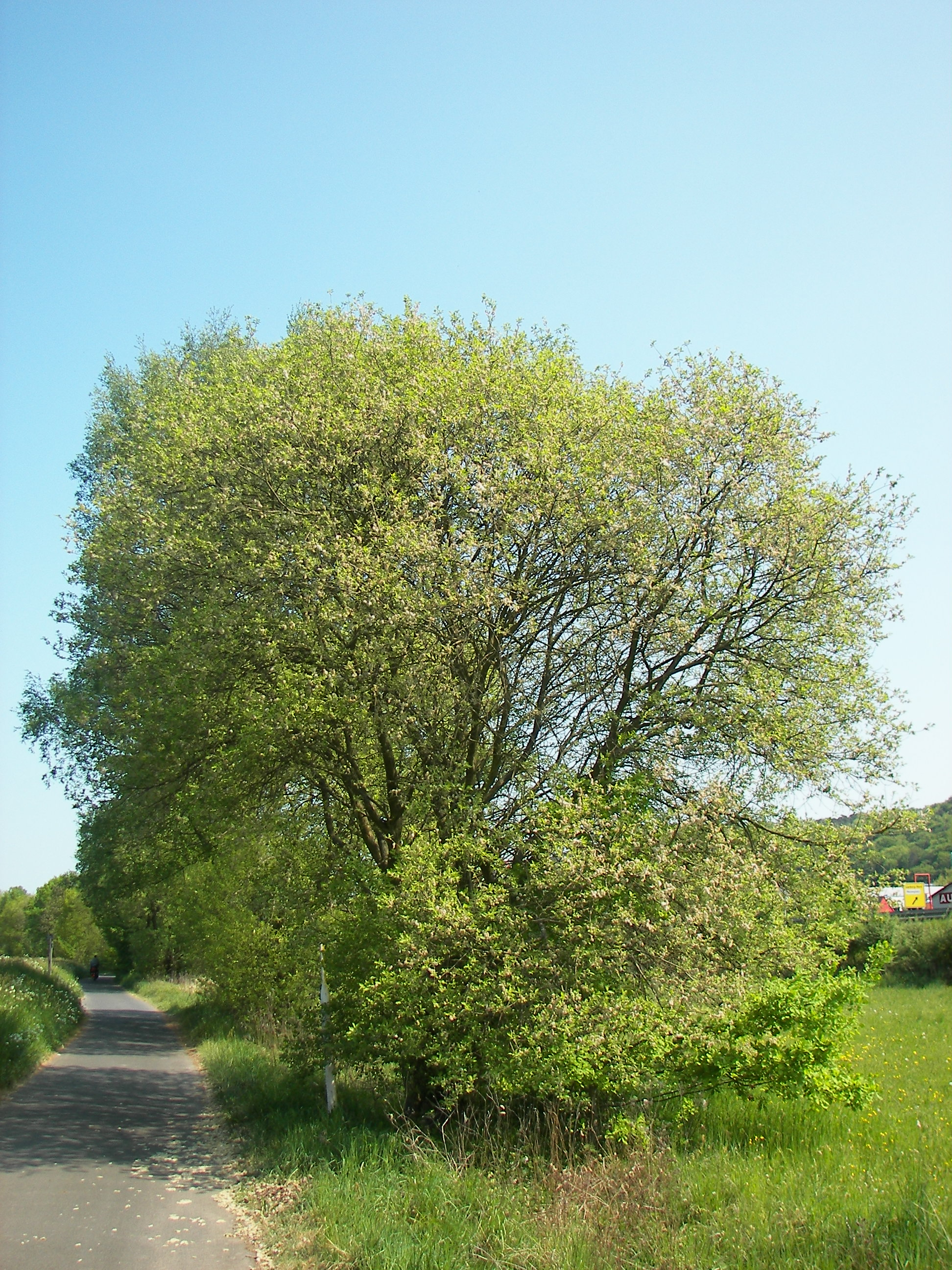
Salicone
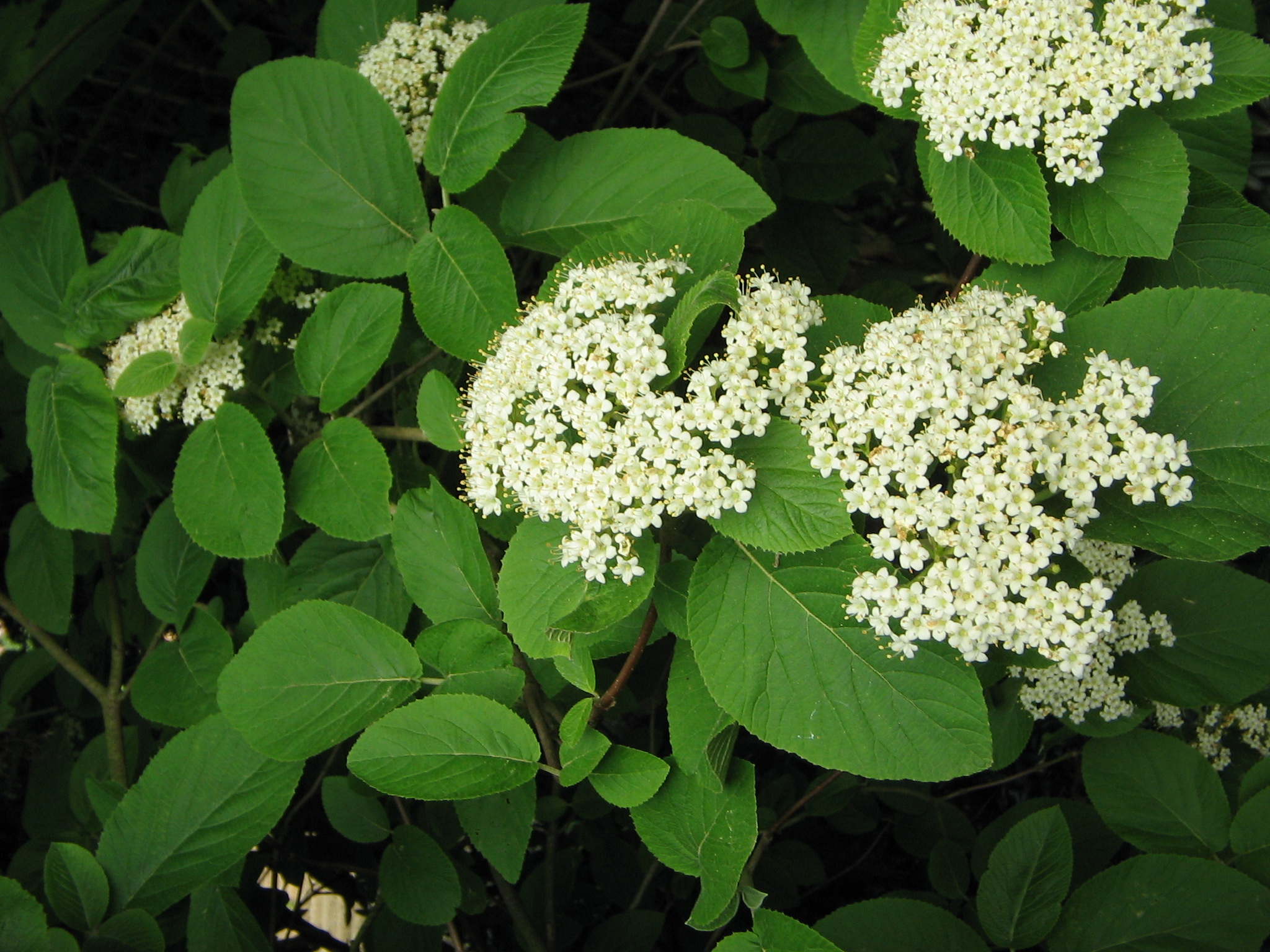
Lantana

### Piano costiero

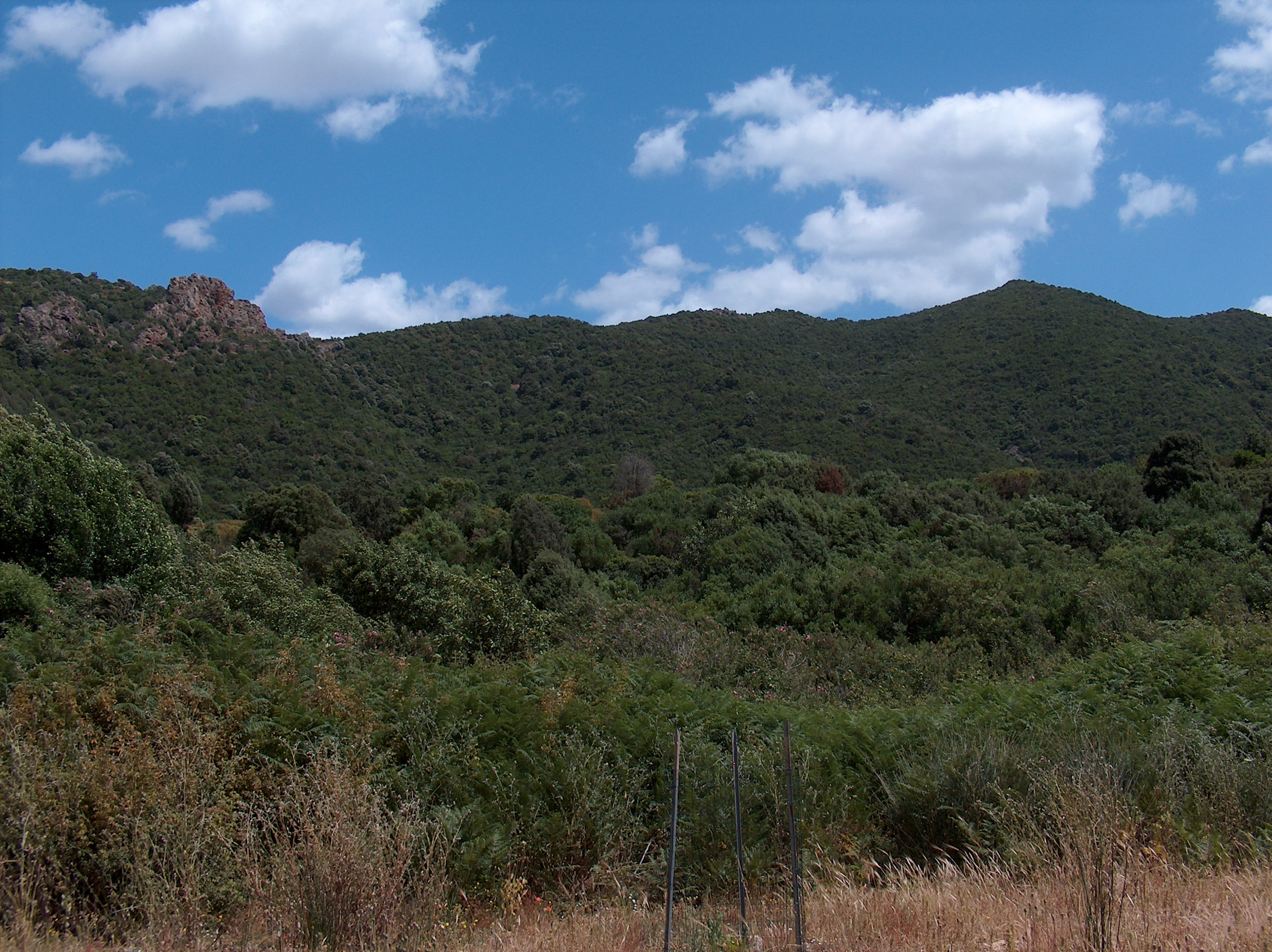
La lecceta. (Quercetum ilicis)

È il piano della quercia sempreverde (l'Elce o Leccio) e, più in generale, delle sclerofille.

Il limite del piano costiero, e cioè l'orizzonte delle sclerofille che lo separa dal superiore piano collinare-planiziario mediterraneo (il piano della Roverella), è quanto mai vago: raramente si può distinguere una linea di demarcazione, per quanto articolata, fra il dominio della Roverella e quello dell'Elce. Il limite è più realisticamente assimilabile ad una fascia di compenetrazione fra le due specie rappresentative e la loro flora di corteggio.

L'Associazione prevalente del piano costiero è il Quercetum ilicis. In esso troviamo, come specie frequenti ma che sovente possono diventare anche rappresentative, numerose piante già rilevate nel Quercetum pubescentis - petraeae.
Quercetum ilicis
- Quercus ilex (Fagaceae) - Leccio
- Quercus pubescens (Fagaceae) - Roverella
- Quercus suber (Fagaceae) - Sughera
- Olea oleaster (Oleaceae) - Olivo selvatico o Olivastro
- Olea europaea (Oleaceae) - Olivo (La dizione "ulivo" è di uso poetico-letterario, non scientifico)
- Acer monspessulanum (Aceraceae) - Acero minore
- Phillyrea angustifolia (Oleaceae) - Fillirea
- Tamarix gallica (Tamaricaceae) - Tamerice
- Arbutus unedo (Ericaceae) - Corbezzolo
- Viburnum tinus (Caprifoliaceae) - Viburno
- Ruscus aculeatus (Liliaceae) - Pungitopo
- Rhamnus alaternus (Rhamnaceae) - Alaterno
- Smilax aspera (Liliaceae) - Stracciabraghe o Salsapariglia europea
- Tamus communis (Dioscoreaceae) - Tàmaro
- Clematis cirrosa (Ranuncolaceae) - Clematide (dal greco κλέμα = tralcio)
- Clematis aspera (Ranuncolaceae) - Clematide spinosa
- Lonicera implexa (Caprifoliaceae) - Caprifoglio di bosco
- Euphorbia dendroides (Euphorbiaceae) - Euforbia arborea
- Rosa sempervirens (Rosaceae) - Rosa selvatica
- Cistus monspeliensis (Cistaceae) - Cisto bianco (xerofilo)
- Cistus salvifolius (Cistaceae) - Cisto rosa (igrofilo)
- Hedera helix (Araliaceae) - Edera
- Trifolium stellatum (Papilionaceae) - Trifoglio stellato
- Carex distachia (Graminaceae) - Carice
- Ampelodesma mauritanica (Graminaceae) - Saracchio
- Asplenium onopteris (Polypodiaceae) - (Felce)

## Galleria d'immagini 3

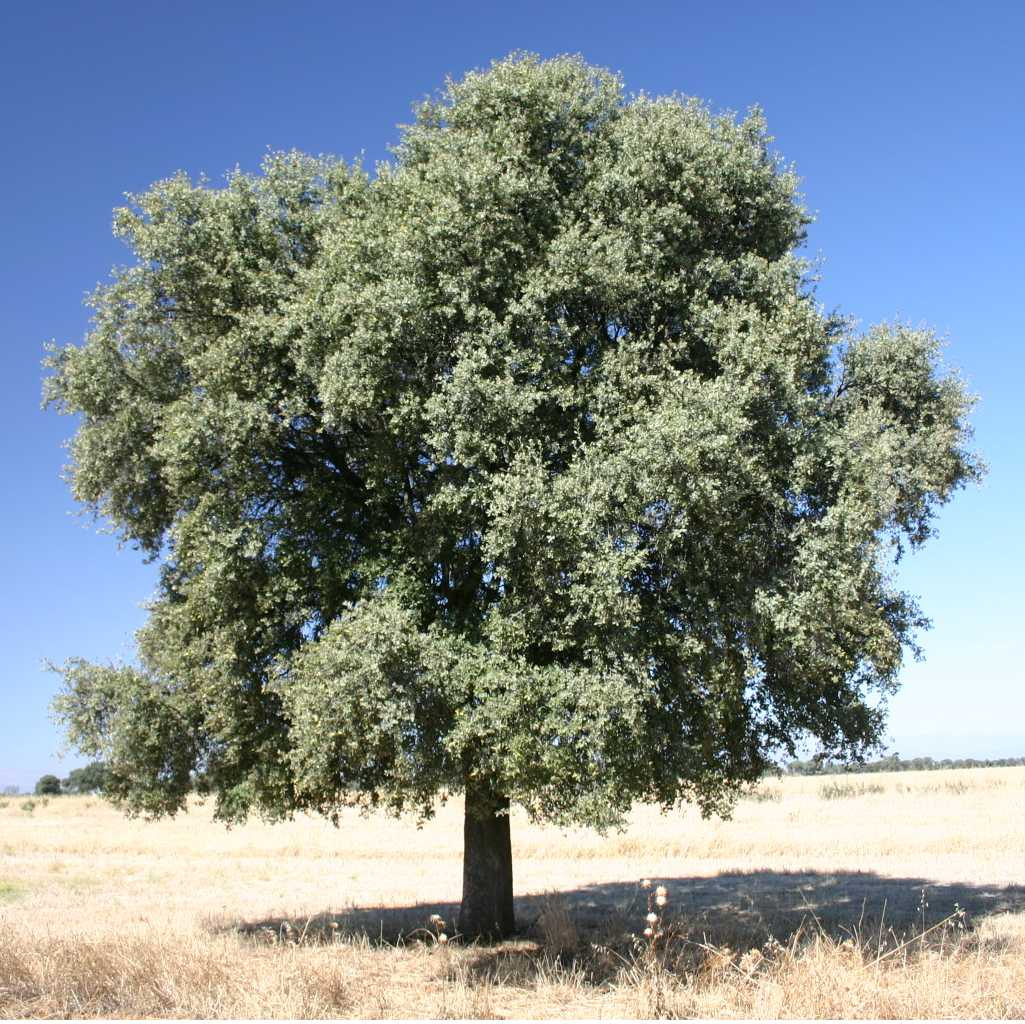
Leccio o Elce
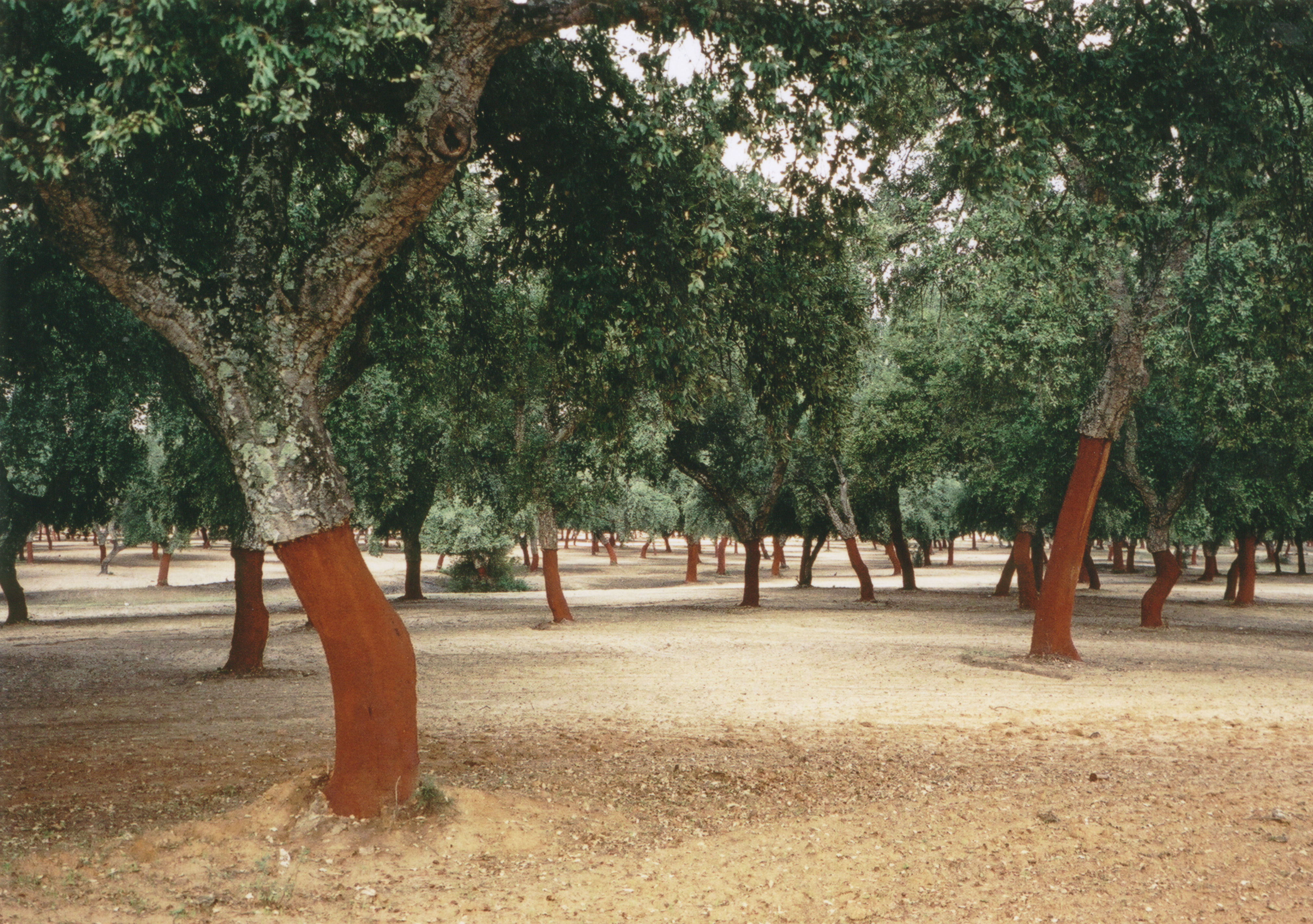
Sughera
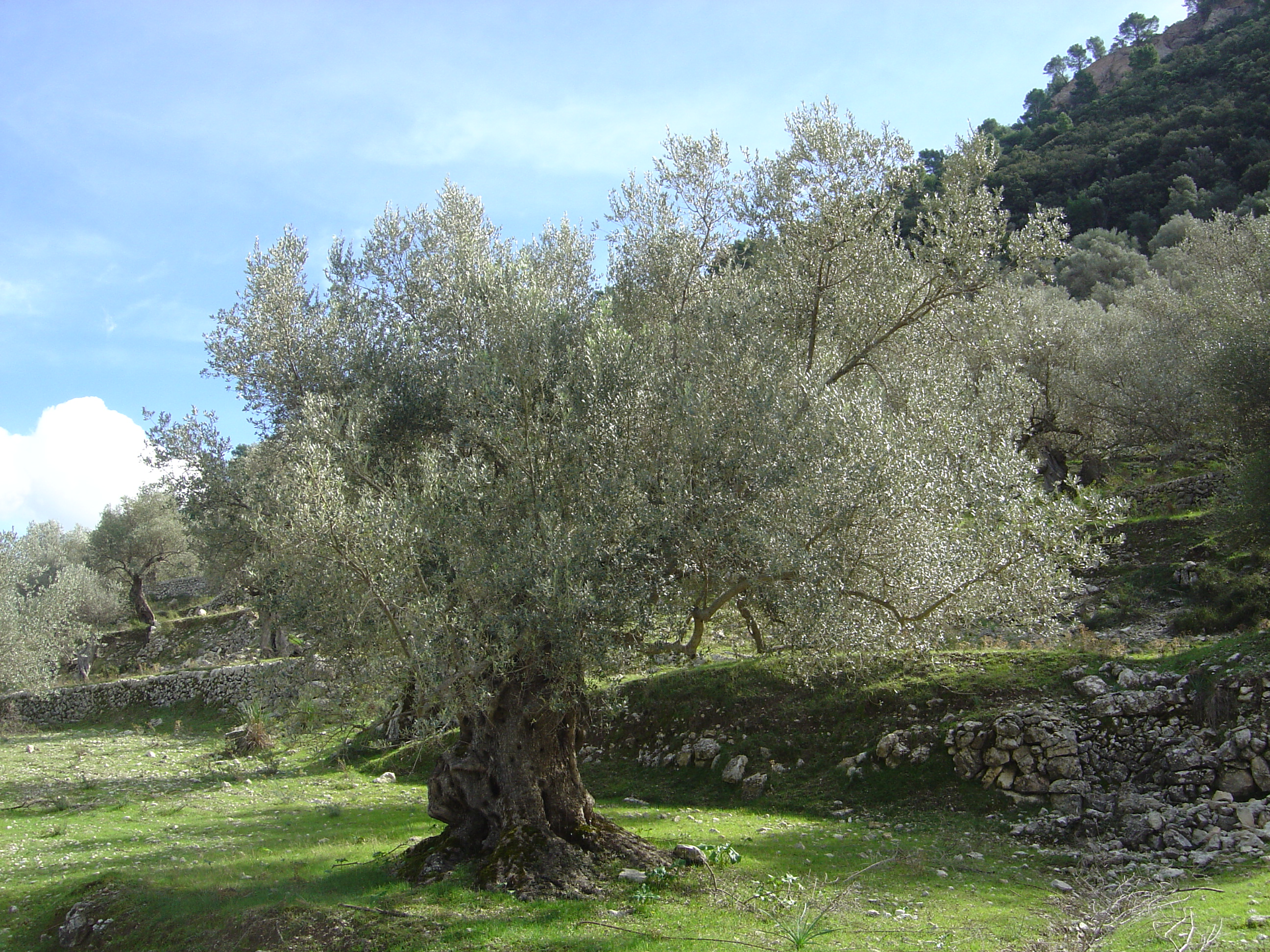
Olivo
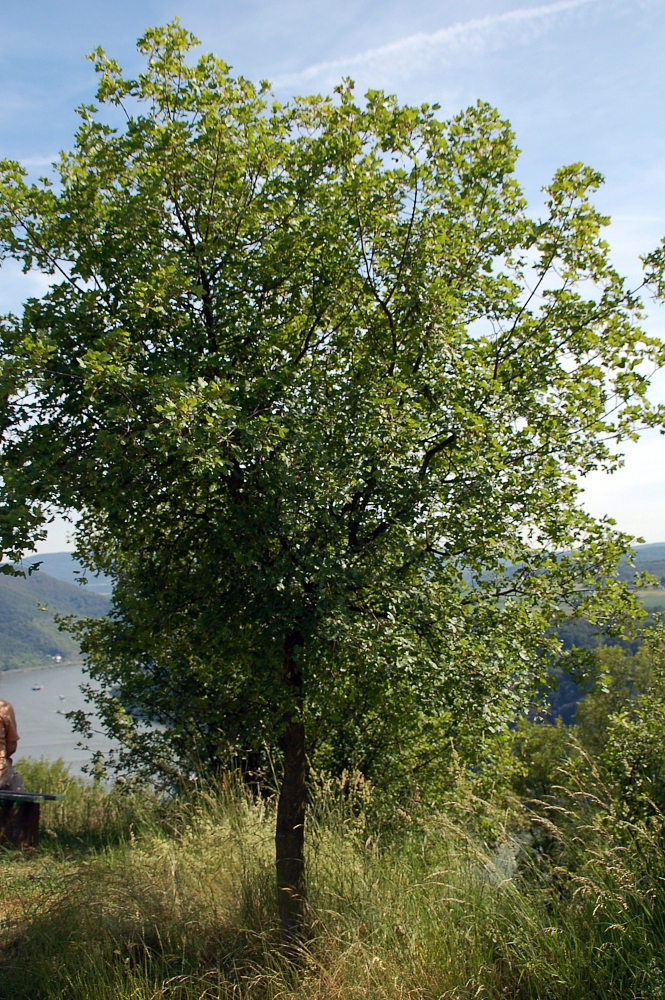
Acero minore
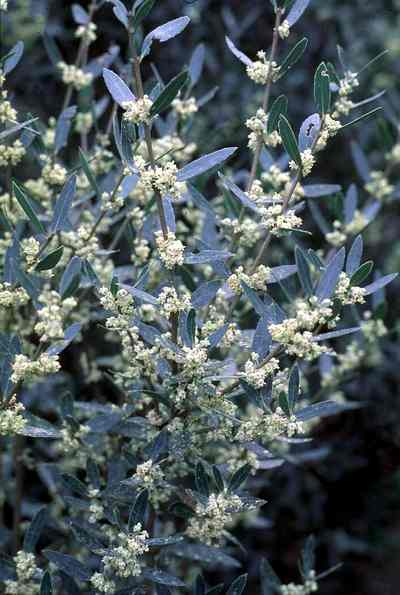
Fillirea
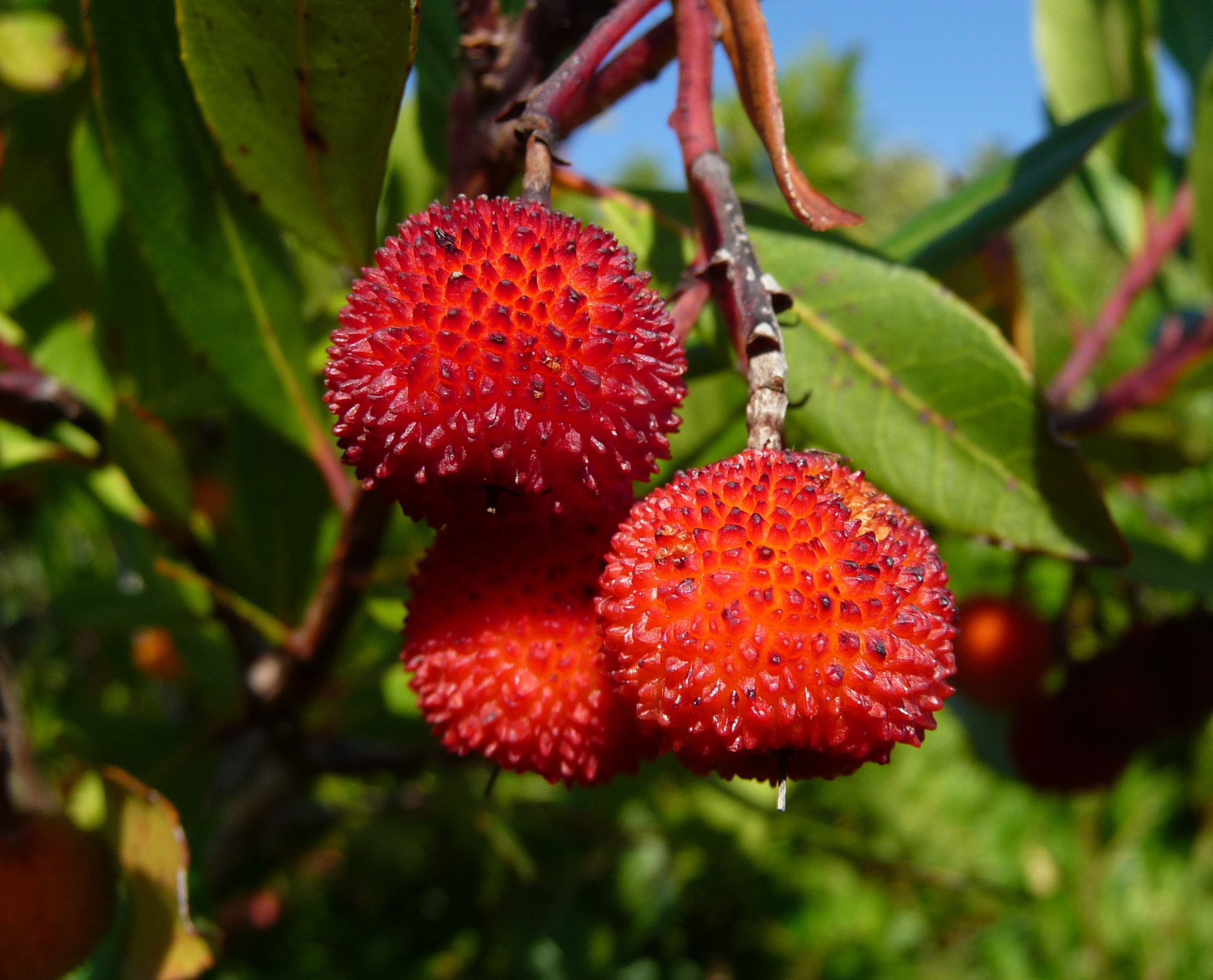
Corbezzolo
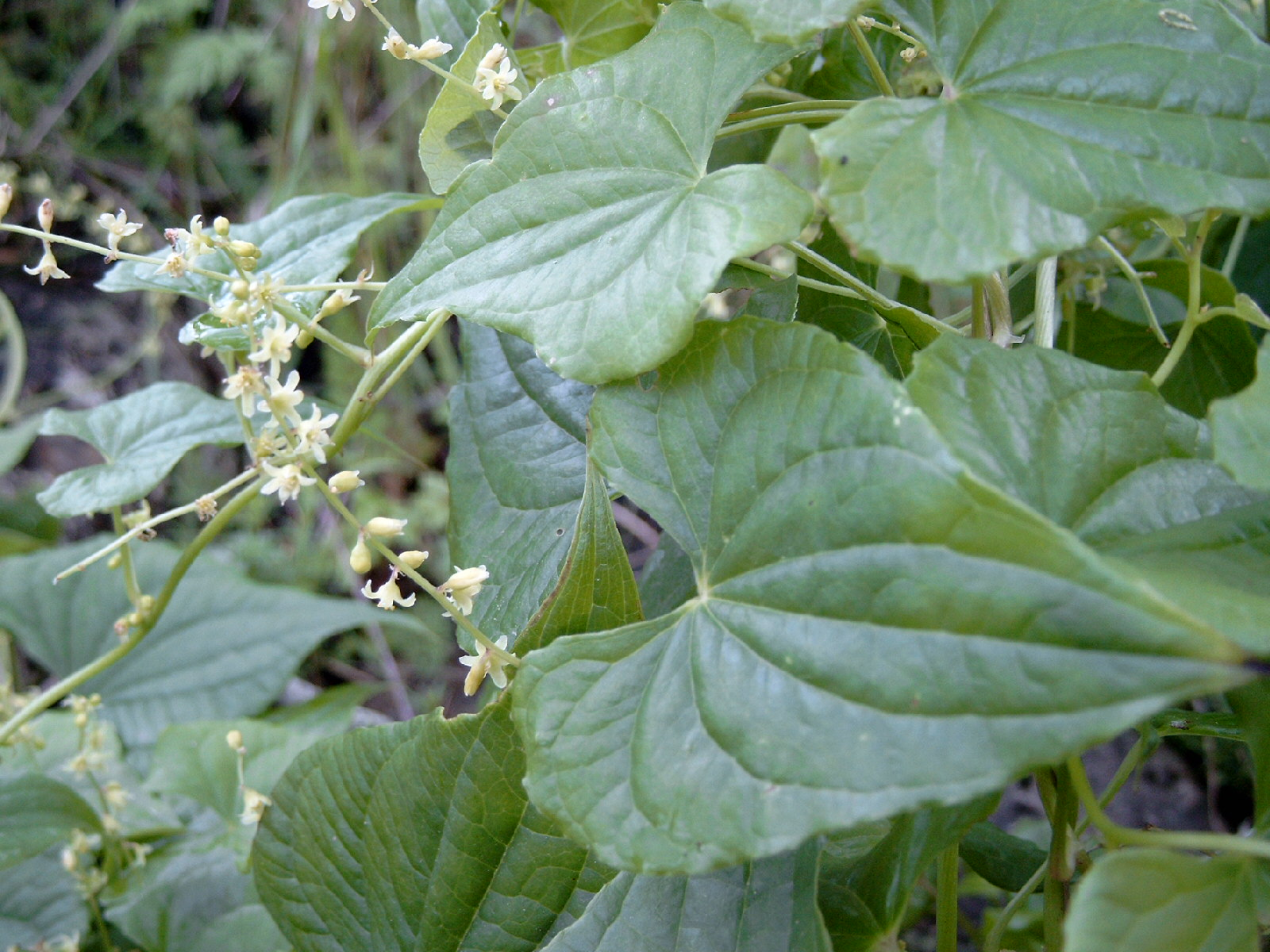
Tàmaro
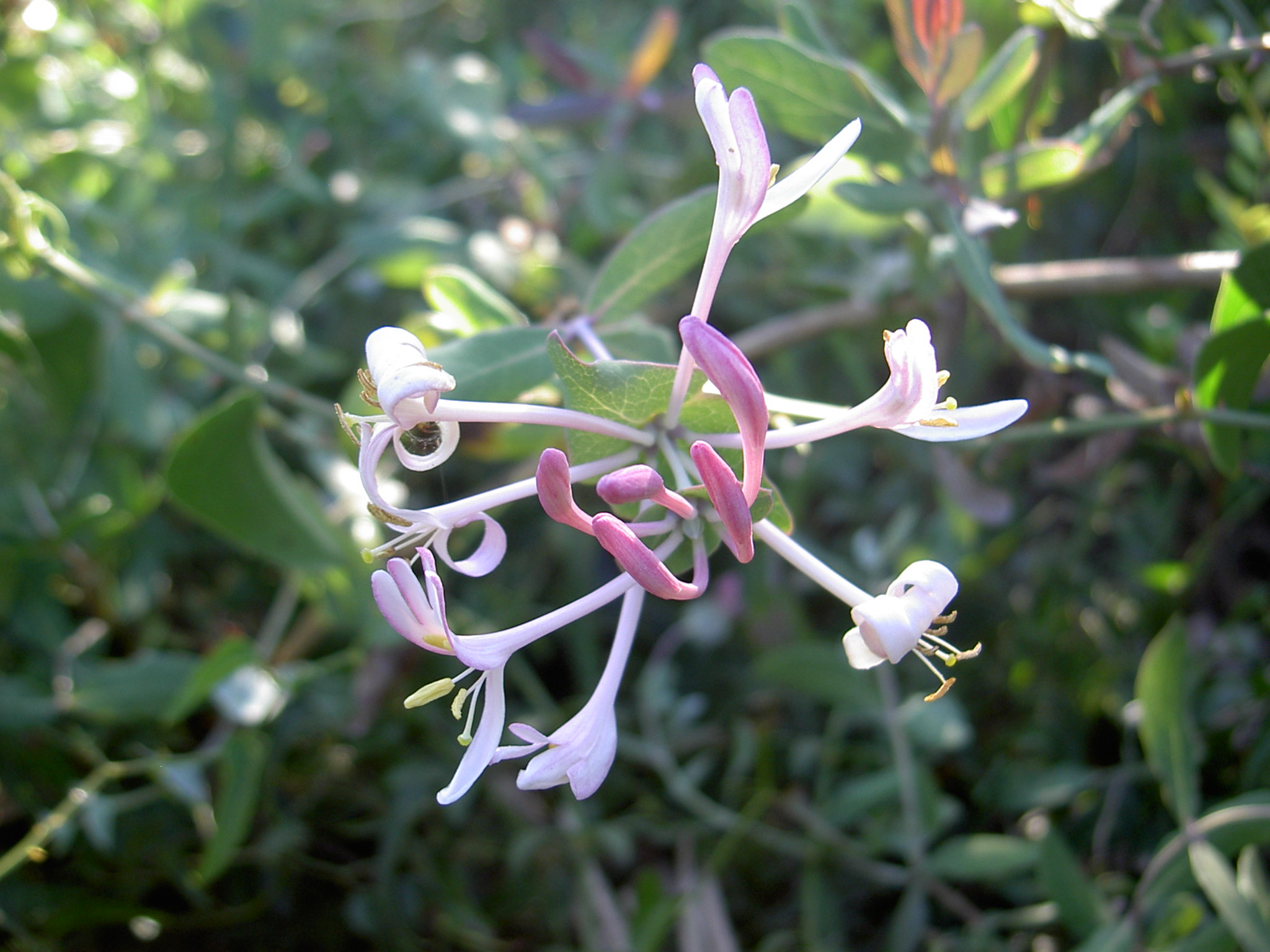
Lonicera
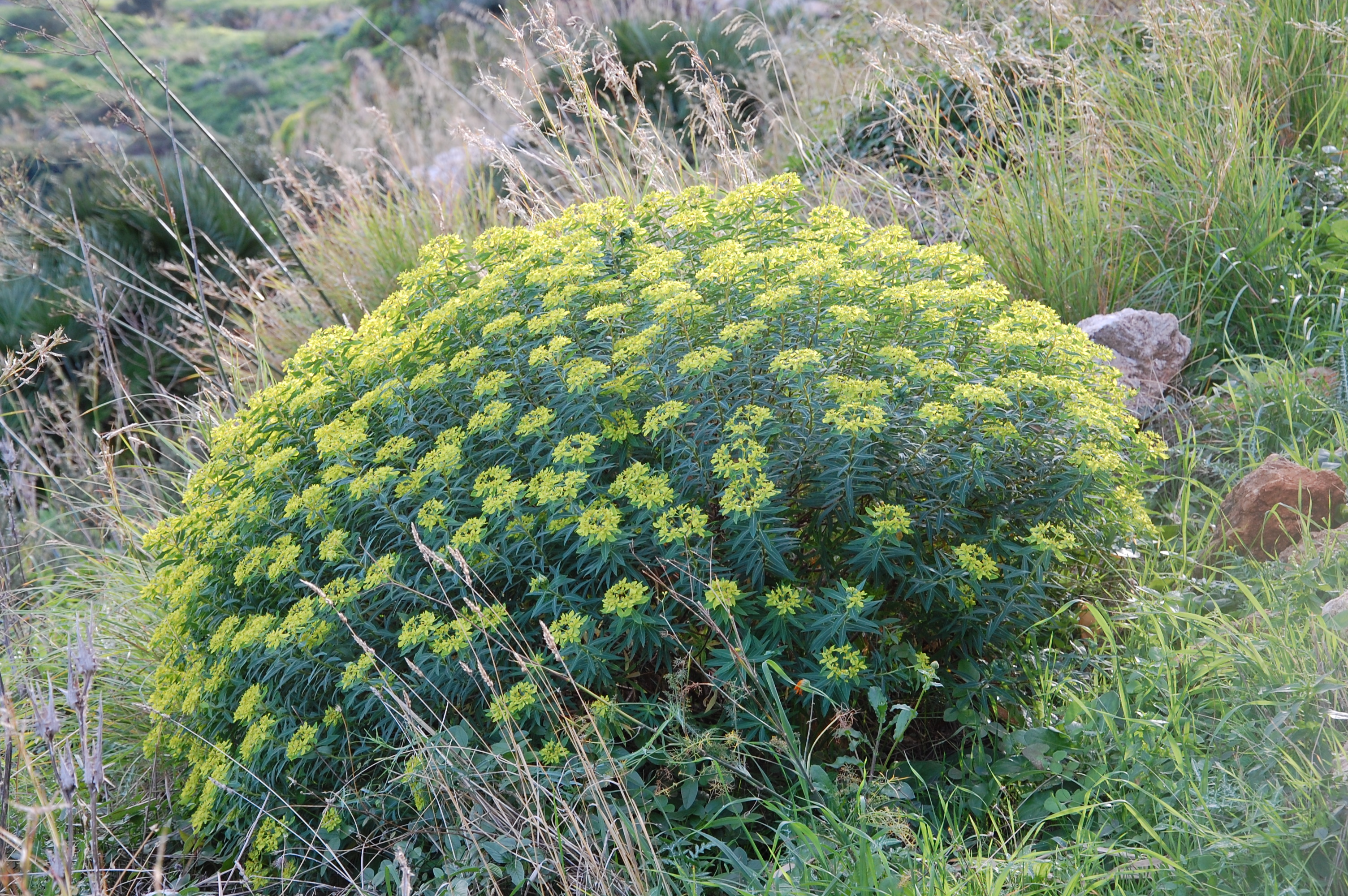
Euforbia arborea
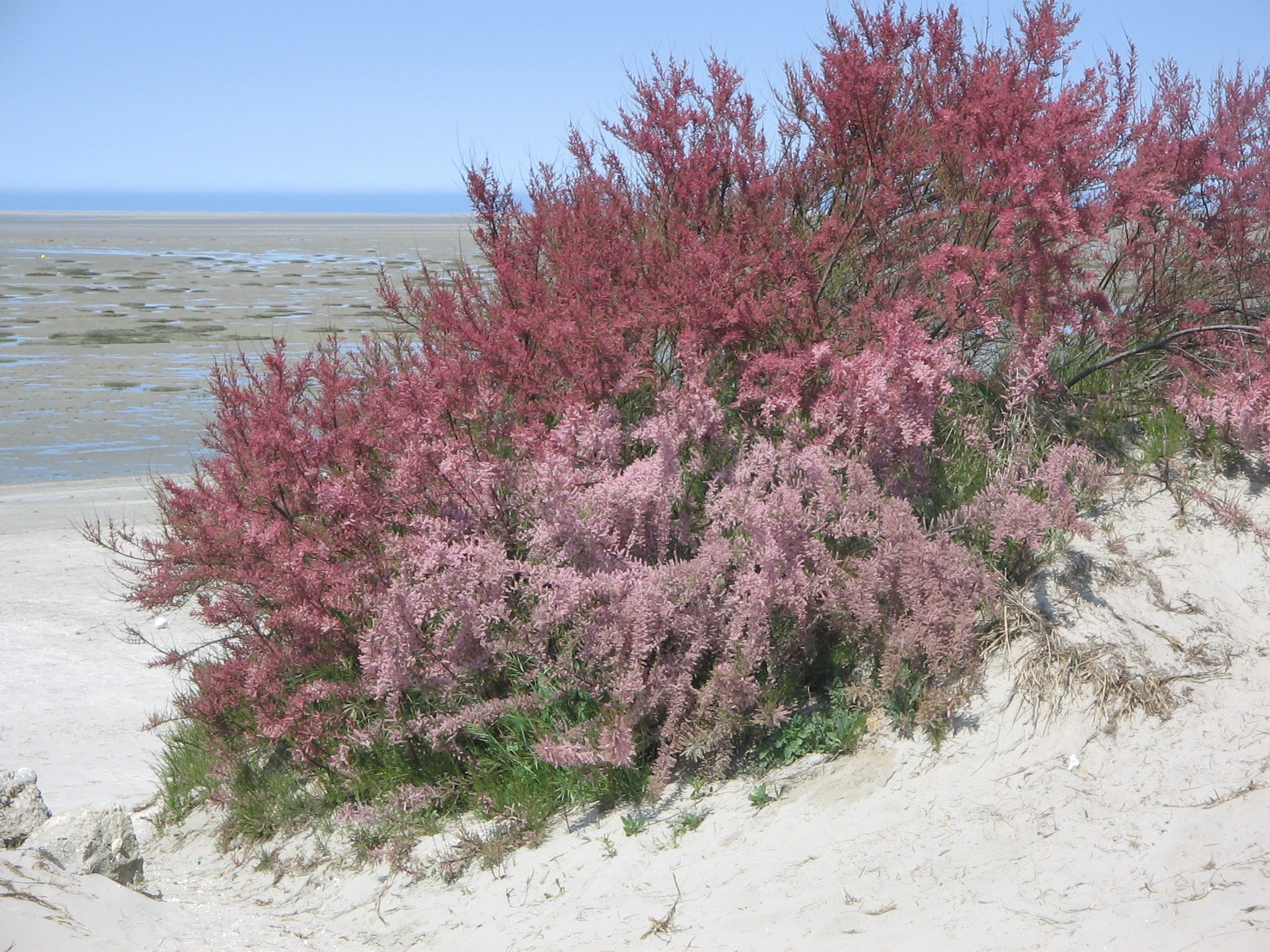
Tamerice
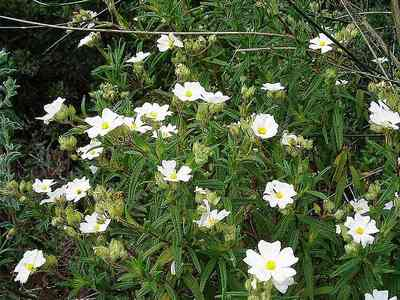
Cisto bianco

### Piano litoraneo della macchia mediterranea

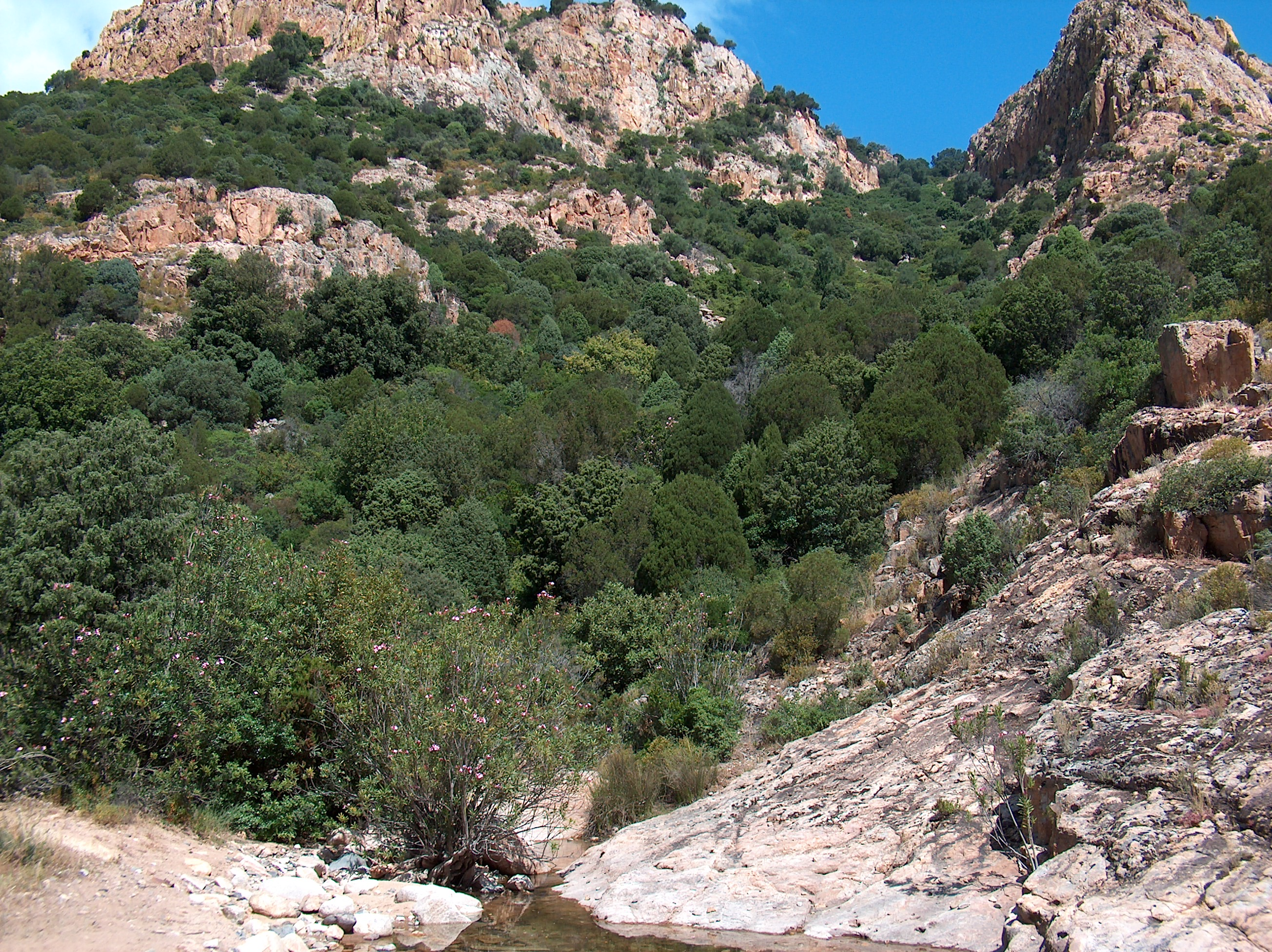
La macchia mediterranea.
(Oleo-lentiscetum)

Il piano litoraneo può ulteriormente dividersi in due Piani contigui. Questi, più che "piani" possono definirsi "fasce orizzontali", data la loro trascurabile estensione altitudinale. Cionondimeno tali fasce assumono un'importanza primaria per gli equilibri vegetazionali dell'entroterra, poiché si pongono come interfaccia fra il mare e l'ambiente delle latifoglie e delle sclerofille che le segue e che sovente in esse si inserisce.

La Macchia mediterranea è una formazione vegetale del tutto particolare (e non solo per il Mediterraneo; la si ritrova infatti, sulle coste atlantiche europee, su quelle sudafricane e dell'Australia sud-occidentale), poiché costituisce, in ognuna di queste regioni, un insieme di specie floristicamente costante, nel quale variano solo i rapporti quantitativi di una o più specie rispetto alle altre, definendo così vari "tipi" di Macchia.

In particolare, sulle coste del Mediterraneo, si distinguono due varietà fondamentali di Macchia: l'Oleo-lentiscetum (da Olea oleaster e Pistacia lentiscus) per il centro-nord e l'Oleo-ceratonium (da Olea oleaster e Ceratonia siliqua) per il meridione.
In base alla prevalenza di determinate specie potremo, in prima approssimazione, definire: la Macchia a Leccio, a Leccio e Corbezzolo, a Olivastro, a Cisto, a Erica arborea, a Ginepro fenicio (tipica della Gallura), ad Alloro, ad Euforbia dendroide, ecc.
Le specie della Macchia mediterranea:

Oleo lentiscetum e Oleo ceratonium
- Olea oleaster (Oleaceae) - Olivo selvatico
- Pistacia lentiscus (Anacardiaceae) - Lentisco
- Ceratonia siliqua (Papilionaceae) - Carrubo
- Pistacia terebinthus (Anacardiaceae) - Terebinto
- Quercus ilex (Fagaceae) - Leccio
- Arbutus unedo (Ericaceae) - Corbezzolo
- Phillyrea angustifolia (Oleaceae) - Fillirea
- Juniperus phoenicea (Cupressaceae) - Ginepro fenicio o Cedro licio (dominante nella macchia sarda settentrionale)
- Juniperus oxycedrus (Cupressaceae) - Ginepro ossicedro
- Juniperus macrocarpa (Cupressaceae) - Ginepro coccolone (alòfilo)
- Juniperus communis (Cupressaceae) - Ginepro comune
- Myrtus communis (Myrtaceae) - Mirto
- Quercus coccifera (Fagaceae) - Quercia spinosa
- Prunus sp. (Rosaceae) - Pruno, specie varie
- Laurus nobilis (Lauraceae) - Alloro
- Acer platanoides (Aceraceae) - Acero riccio
- Cytisus triflorus (Papilionaceae) - Falsa ginestra
- Calicotome spinosa (Papilionaceae) - Sparzio o Ginestra spinosa
- Calicotome villosa (Papilionaceae) - Sparzio o Ginestra villosa
- Calicotome infesta (Papilionaceae)
- Spartium junceum (Papilionaceae) - Ginestra odorosa
- Cytisus scoparius (Papilionaceae) - Ginestra dei carbonai
- Euphorbia dendroides (Euphorbiaceae) - Euforbia arborea
- Euphorbia characias (Euphorbiaceae) - Euforbia cespugliosa o palmata (tipica della Provenza e della costa ligure)
- Nerium oleander (Apocinaceae) - Oleandro (originario delle "fiumare" calabre e sarde)
- Smilax aspera (Liliaceae) - Stracciabraghe o Salsapariglia
- Clematis flammula (Ranuncolaceae) - Fiammella
- Asparagus acutifolius (Liliaceae) - Asparago selvatico
- Asphodelus macrocarpus (Liliaceae) - Asfodelo
- Ranunculus bullatum (Ranuncolaceae)
- Chrysantemum myconis (Compositae) (dal greco χρυσός = oro e άνθος = fiore)
- Lycium europaeum (Solanaceae)
- Romulea columnae (Iridaceae)
- Rhamnus alaternus (Rhamnaceae) - Alaterno o Illatro
- Erica multiflora (Ericaceae) - Erica multiflora
- Crataegus monogyna (Rosaceae) - Biancospino
- Ruta brachteosa (Rutaceae)
- Artemisia arborescens (Compositae) - Assenzio aromatico
- Ruscus aculeatus (Liliaceae) - Pungitopo (quasi sempre in associazione con il Leccio)
- Hypericum aegyptiacum (Hyperiaceae) - Iperico
- Hypericum perforatum (Hyperiaceae) - Erba di S. Giovanni o Scacciadiavoli (specie officinale)
- Thymus capitatus (Labiatae) - Timo
- Teucrium fruticans (Labiatae) - Camedrio
- Chamaerops humilis (Palmae) - Palma nana. La stazione spontanea più settentrionale di questa palma si trova sulla roccia solatia del Monte Circeo (Parco nazionale), detta "Quarto caldo".

### Piano litoraneo delle sabbie e delle dune

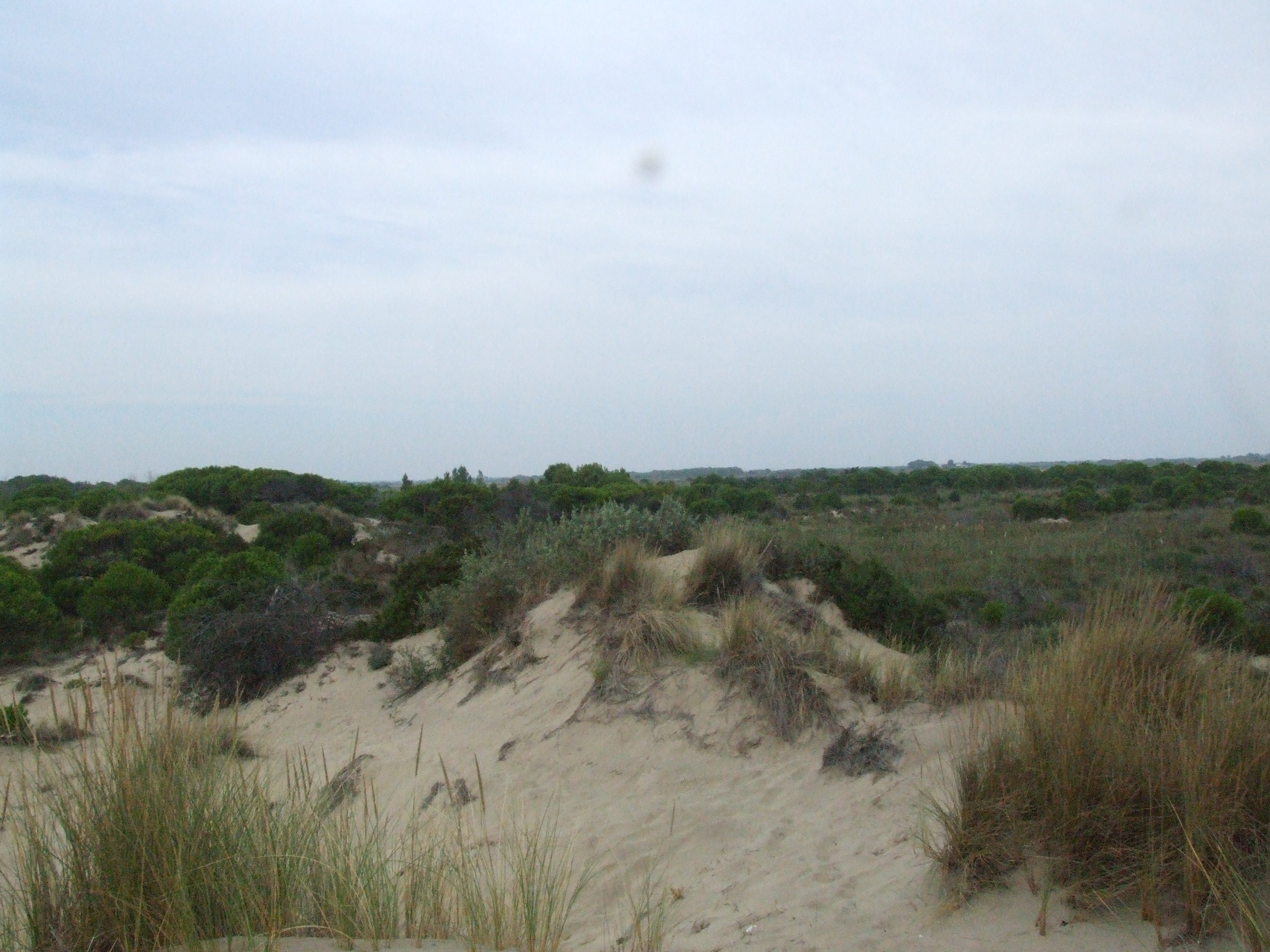
La vegetazione alofila dei litorali.

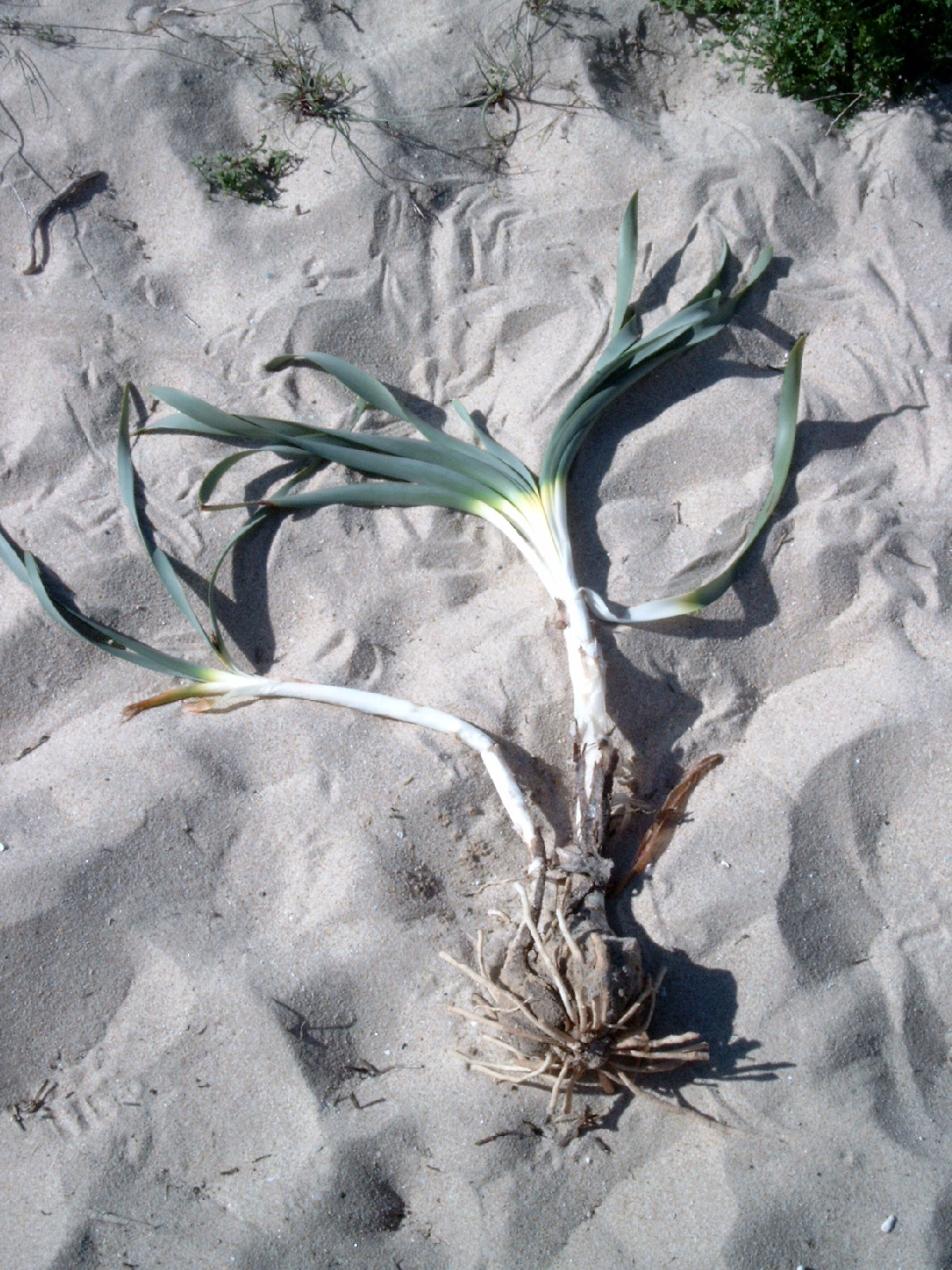
Giglio di mare

È questa l'ultima fascia di vegetazione prima dello Psammon e quindi del mare. Essa accoglie le specie alòfile pioniere che popolano le spiagge e soprattutto le dune sabbiose, protendendosi in un suolo povero, fortemente salino e battuto dal vento che, per altre specie, è decisamente inospitale. Questa vegetazione prevalentemente erbaceo-arbustiva mostra, come quella alto-alpina, una straordinaria capacità di adattamento fisico-chimico della vita vegetale. Le specie svolgono inoltre una doppia funzione: di frenare e filtrare i venti salmastri, e, trattenendo la sabbia con il loro fitto apparato radicale, di mantenere ferme e compatte le dune, elementi fondamentali della morfologia costiera per la difesa delle specie retrostanti ed il contenimento delle maree. Le Associazioni di base di questo "piano" sono: per le spiagge l’Agropireto mediterraneo e il Cakileto, e per le dune l'Ammofileto.
Agropyretum mediterraneum
- Agropyrum junceum (Graminaceae)
- Eryngium maritimun (Ombrelliferae)
- Othantus maritimus (Graminaceae)
- Elynus farctus (Graminaceae)
- Elynus arenarius (Graminaceae)
- Echinophora spinosa (Ombrelliferae)
- Sporobolus pungens (Graminaceae)
- Sporobolus arenaria (Graminaceae)
- Calystegia soldanella (Convolvulaceae)
- Pancratium maritimum (Amarillidaceae) - Giglio di mare
- Matthiola sinuata (Cruciferae) (in omaggio a Pietro Andrea Mattioli, medico e botanico italiano, XVI sec.)
- Cyperus capitatus (Cyperaceae)
- Diotis candidissima (Compositae)
- Euphorbia paralias (Euphorbiaceae) - Euforbia di mare

Cakiletum maritimae (tipica dell'alto Adriatico)
- Cakile maritima (Cruciferae) - Ravastrello
- Xanthium italicum (Compositae)
- Salsola kali (Chenopodiaceae)
- Limbarda crithmoides (Compositae)

Ammophiletum arenariae
- Ammophila arenaria (Graminaceae) - Ammofile arenaria (dal greco άμμος = spiaggia e φιλέιν = amare)
- Silene nicaeensis (Caryophyllaceae) - Silene di Nizza
- Silene colorata (Caryophyllaceae)
- Crucianella maritima (Rubiaceae) - Crucianella di mare
- Centaurea sphaerocephala (Compositae) (dal greco σφαιρός = sfera e κέφαλος = testa)
- Medicago marina (Papilionaceae) - Erba medica di mare
- Ononis ramosissima (Papilionaceae)
- Ephedra distachia (Ephedraceae) - Efedra
- Retama gussonei (Papilionaceae)
- Asphodelus albus (Liliaceae) - Asfodelo bianco
- Anthemis maritima (Compositae)
- Zollikoferia resedifolia (Compositae)
- Juniperus macrocarpa (Cupressaceae) - Ginepro coccolone

Per aumentare la protezione delle dune e dei litorali sabbiosi vengono inserite anche:
- Tamarix gallica (Tamaricaceae) - Tamerice
- Tamarix africana (Tamaricaceae)
- Arundo donax (Graminaceae) - Canna comune (ubiqua, vive anche in acque salmastre negli stagni presso le dune o alle foci dei fiumi)
- oltre ai citati Ginepri, anche il phoenicea e il macrocarpa.

## Galleria d'immagini 4

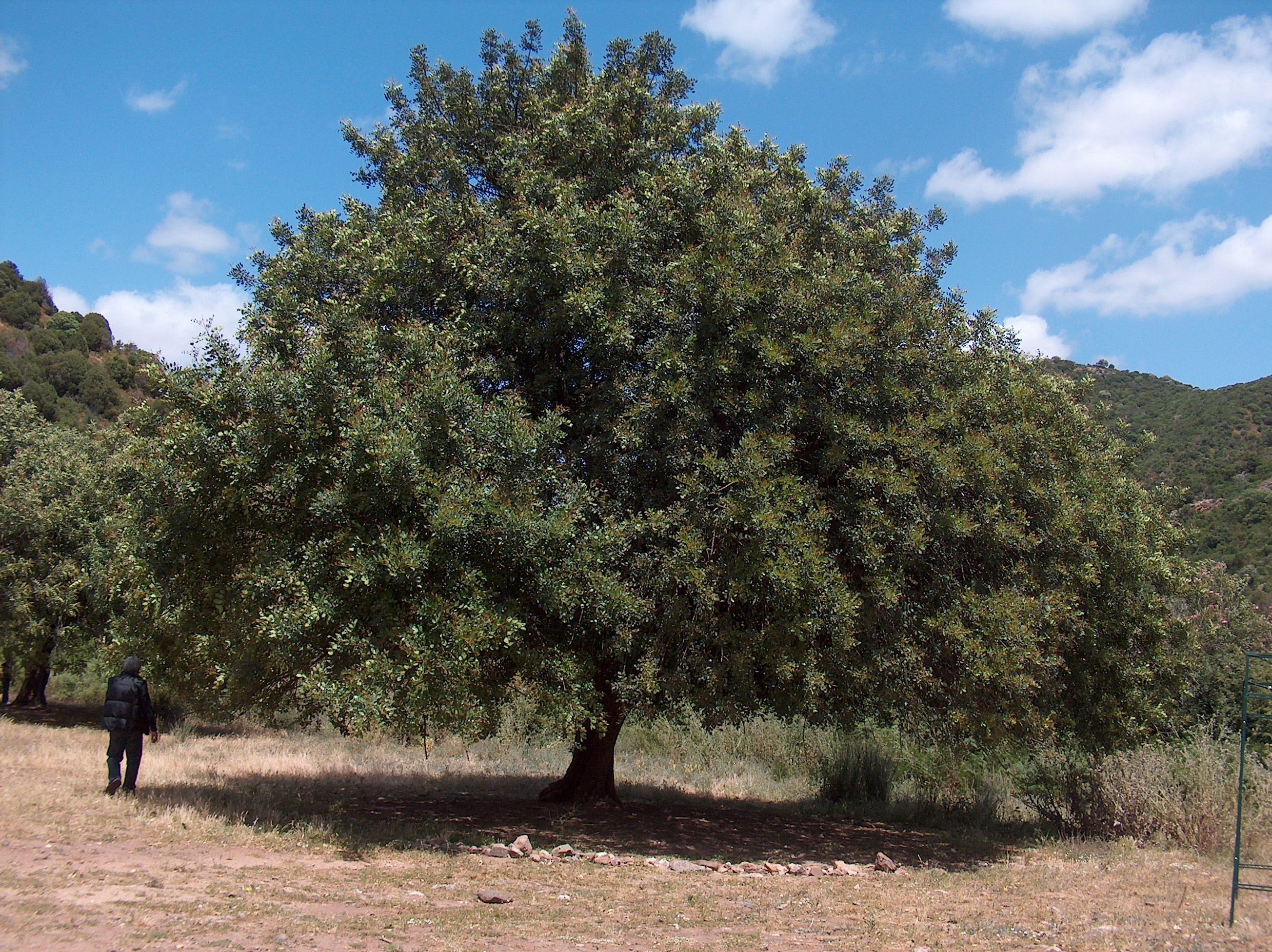
Carrubo
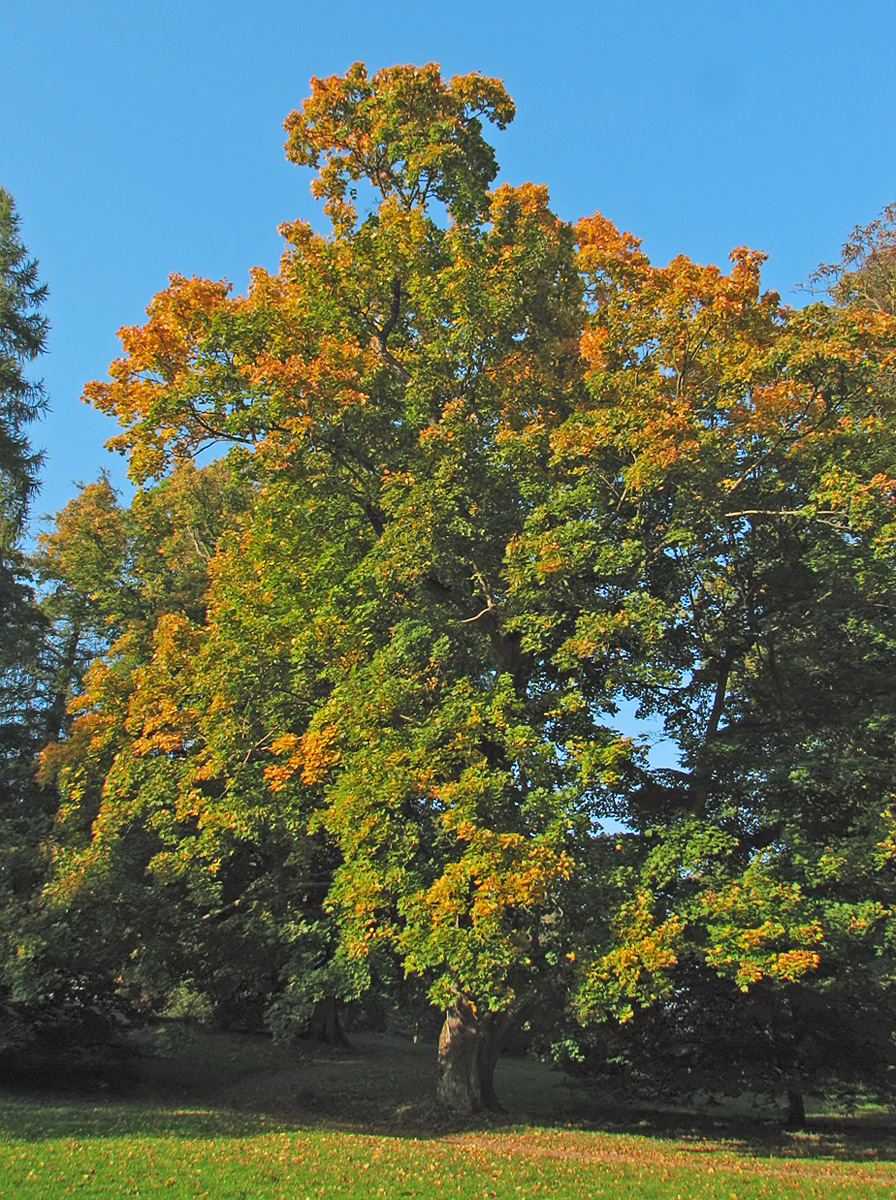
Acero riccio
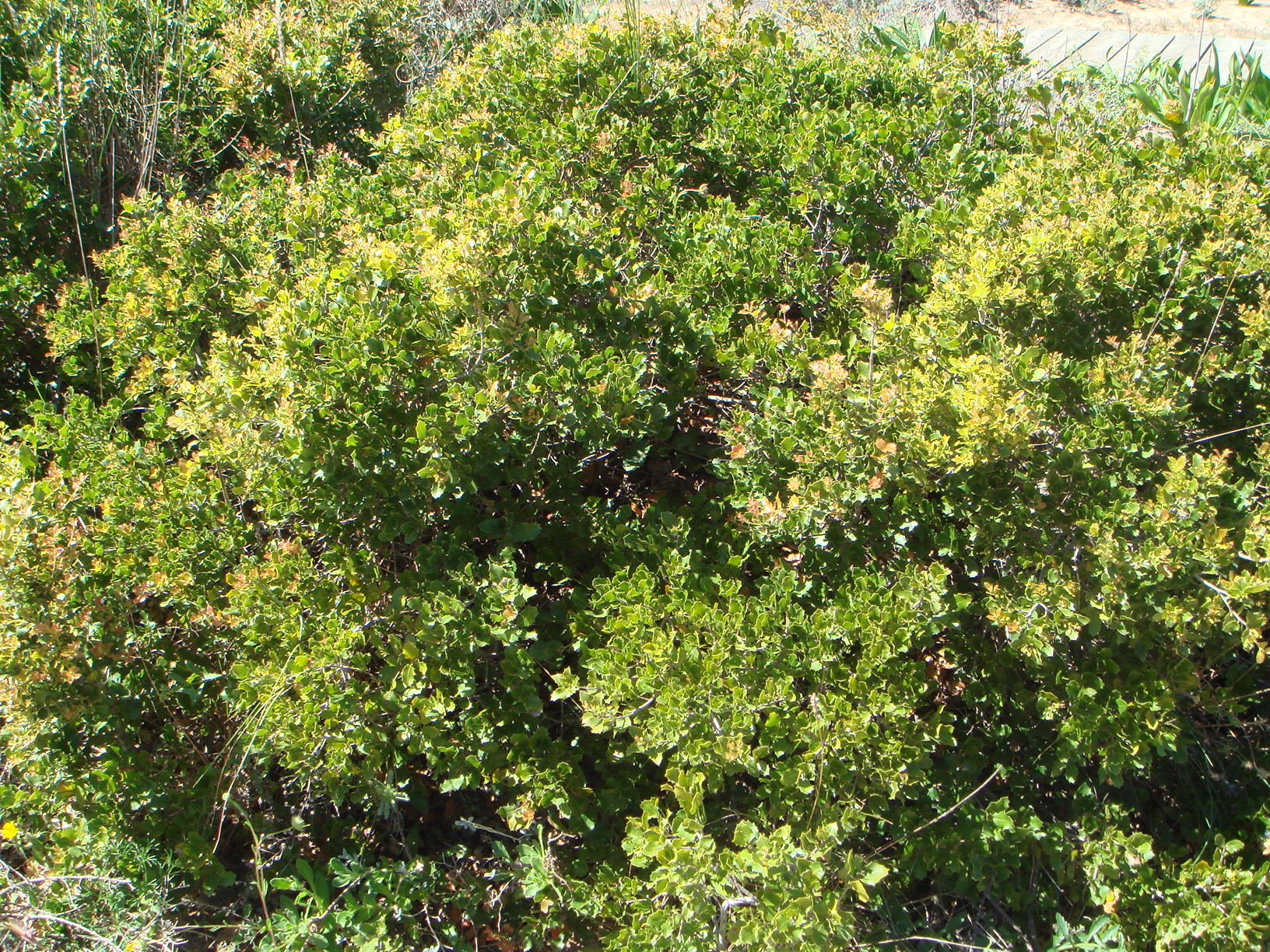
Quercia spinosa
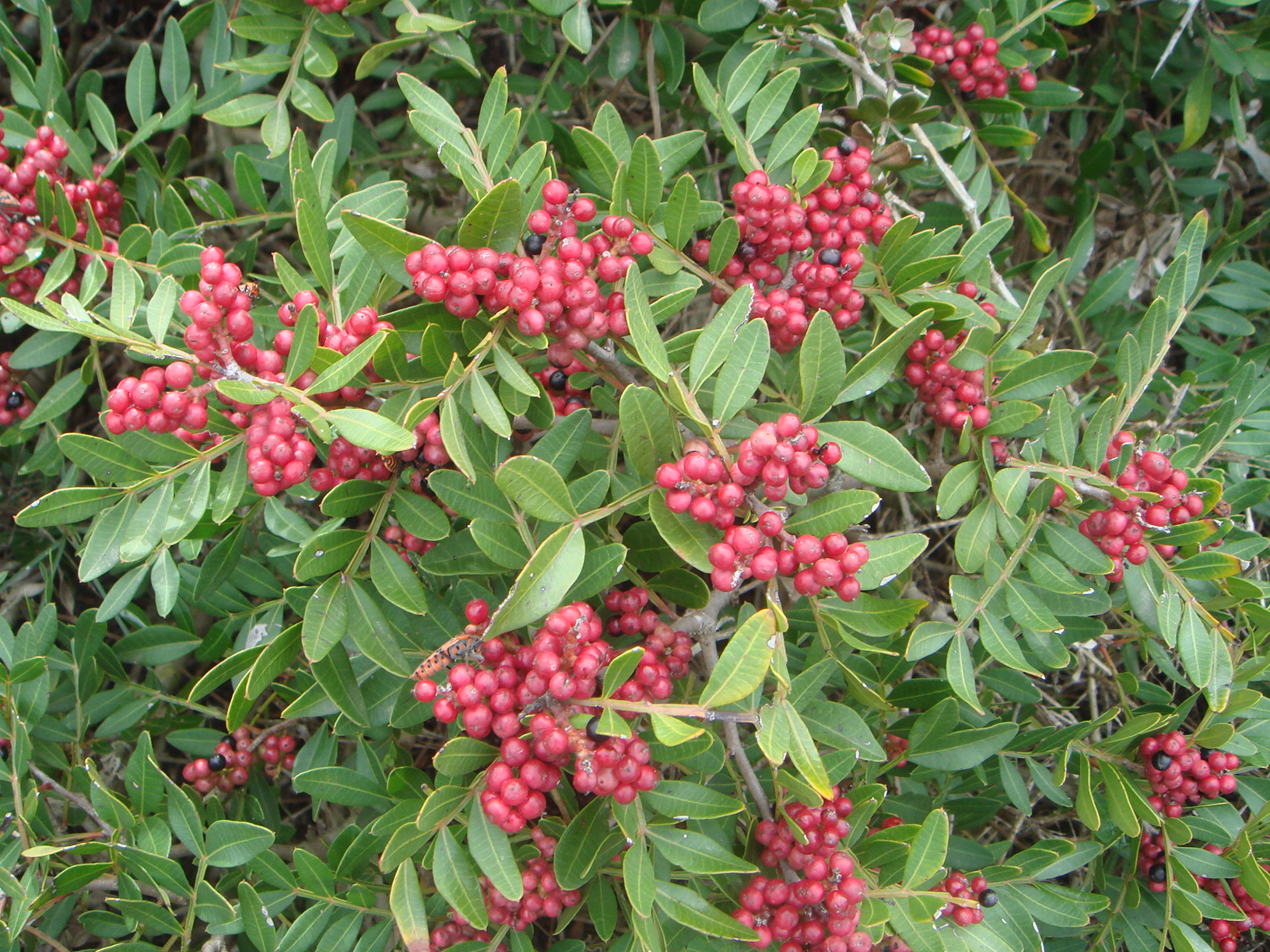
Lentisco
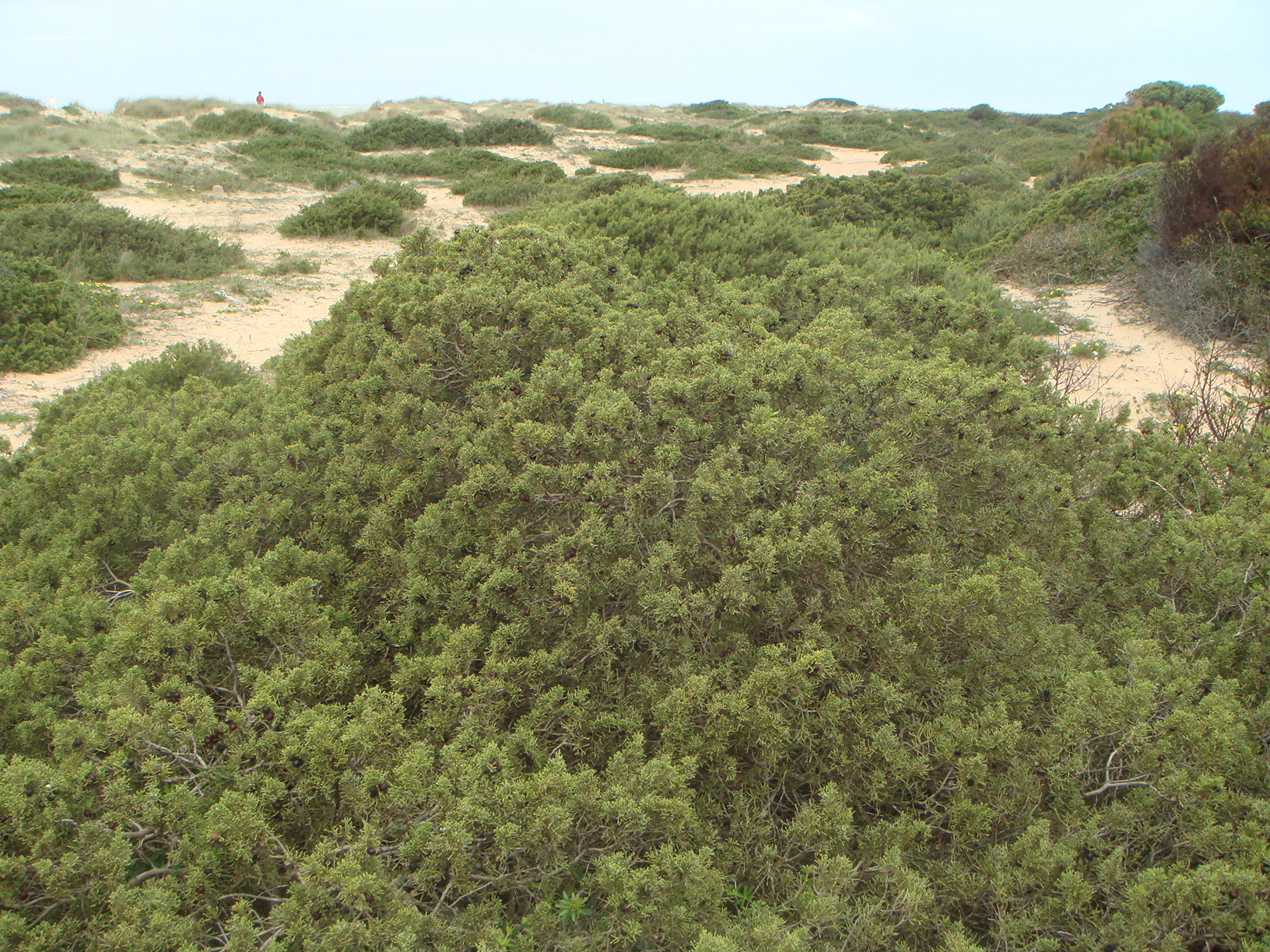
Ginepro rosso
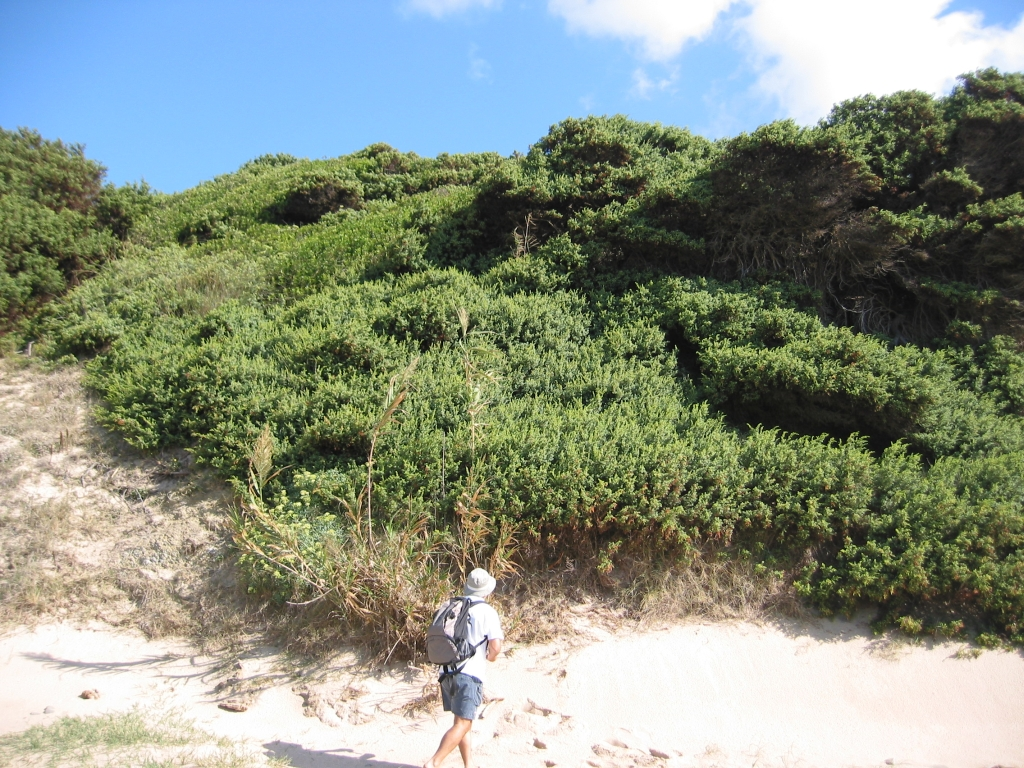
Ginepro coccolone
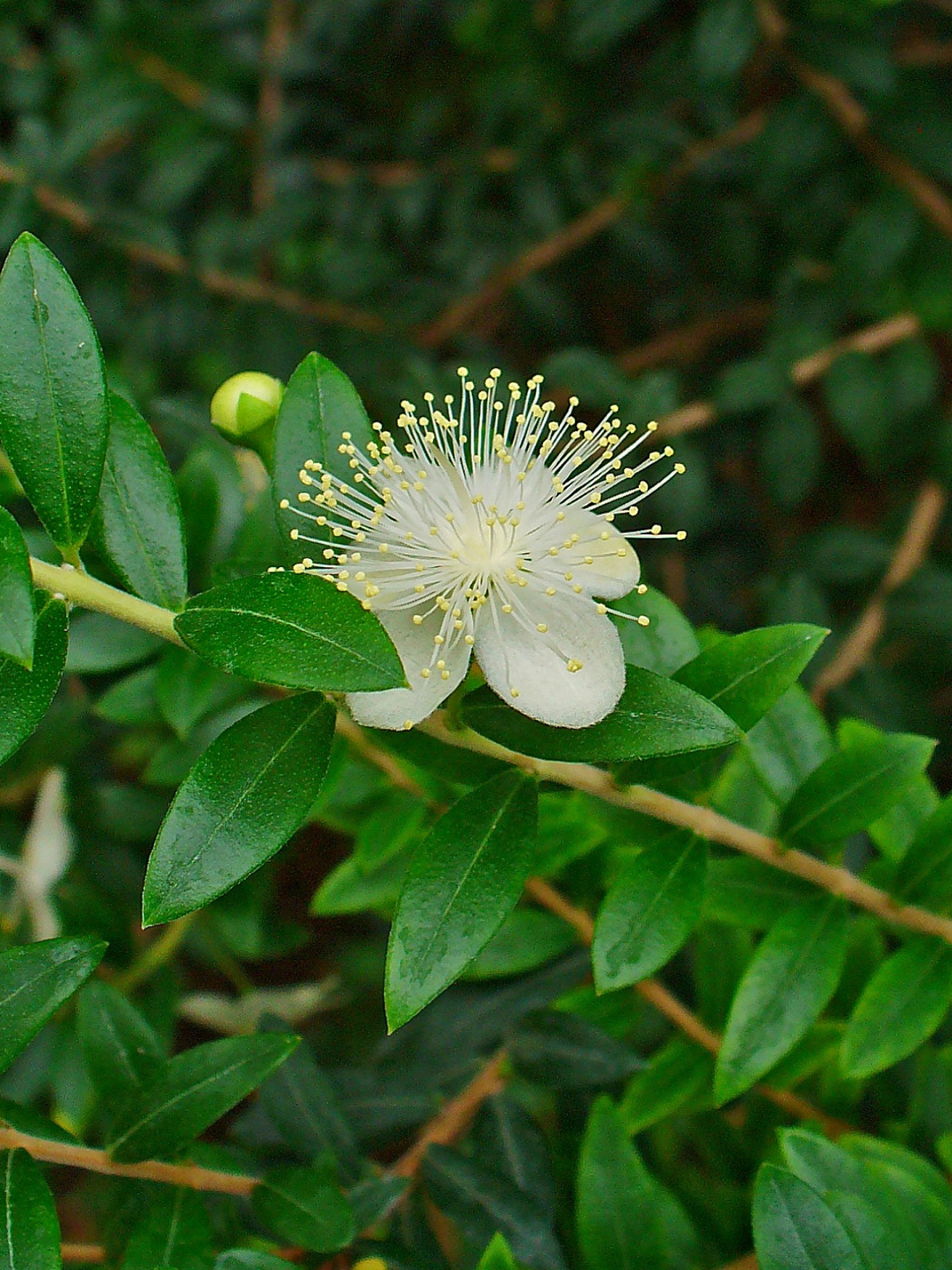
Mirto
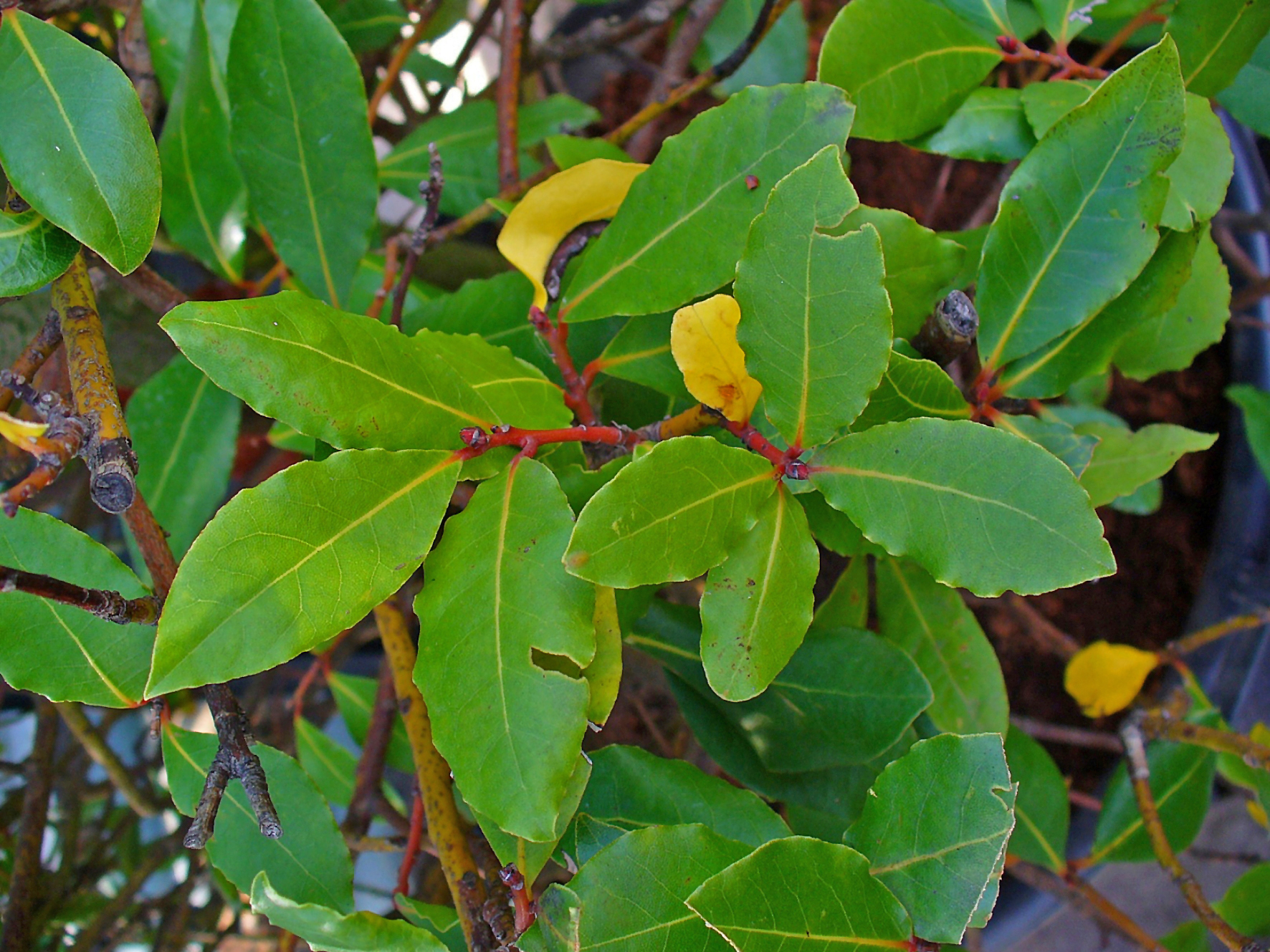
Alloro
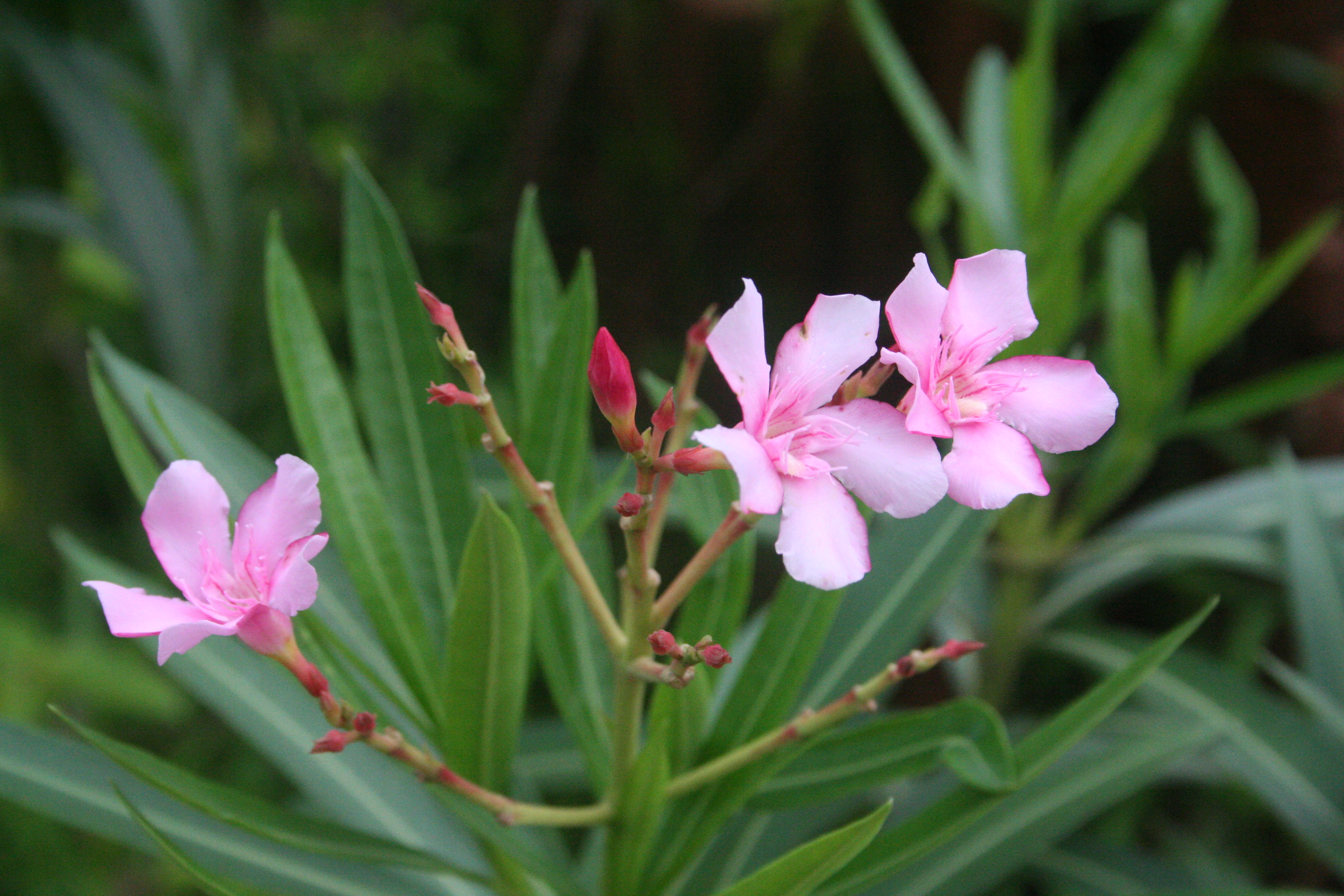
Oleandro
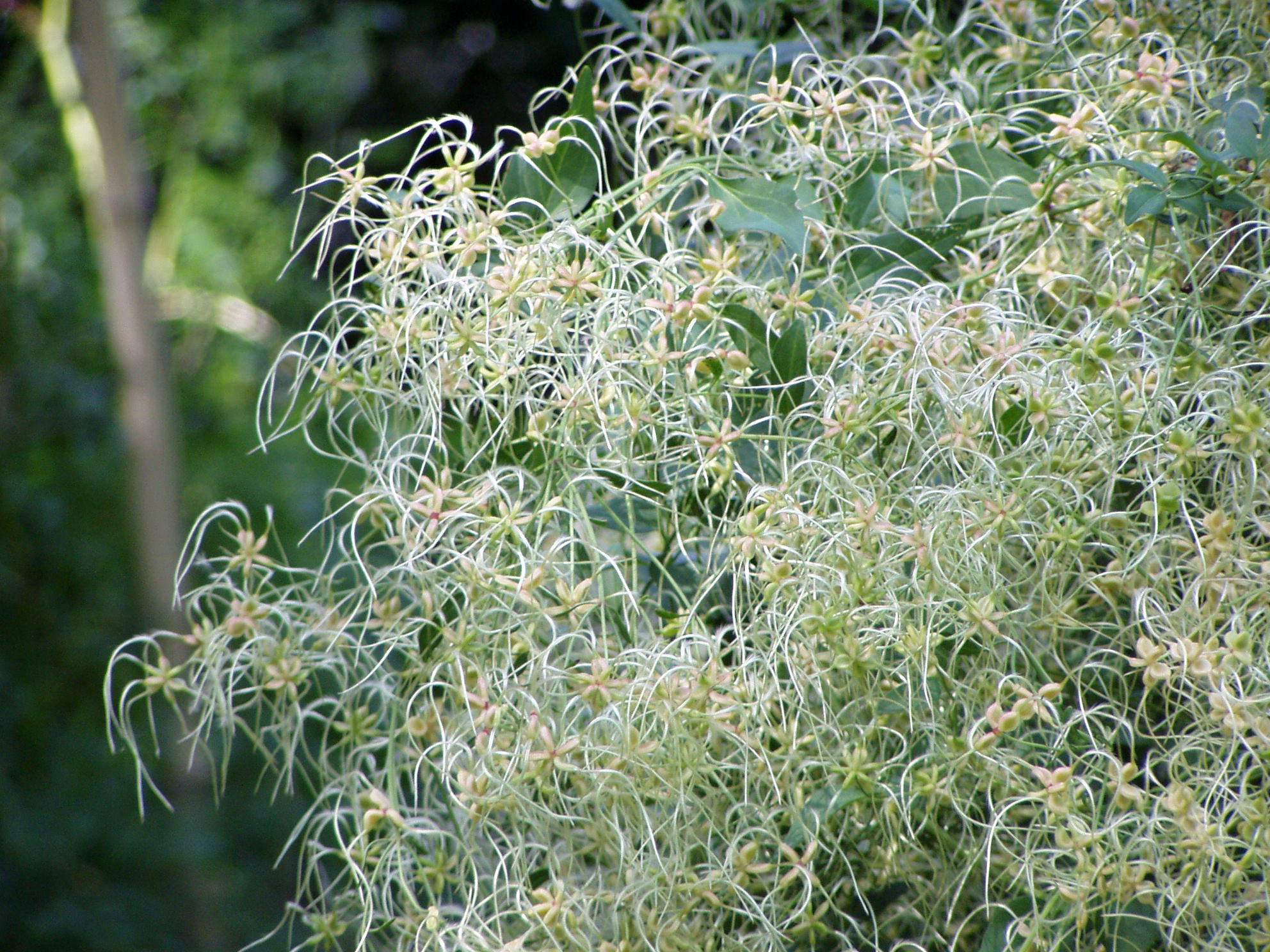
Fiammella
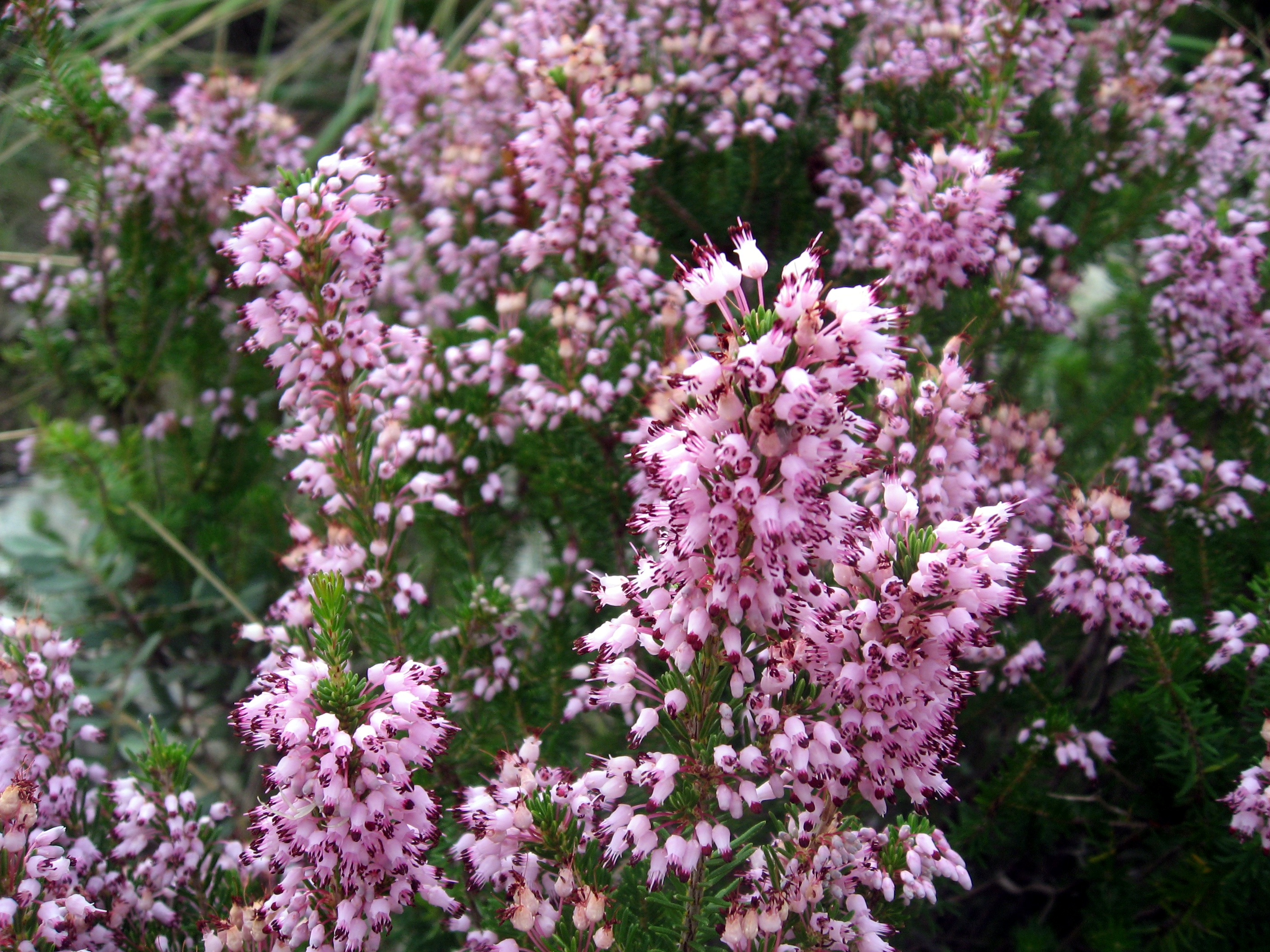
Erica multiflora
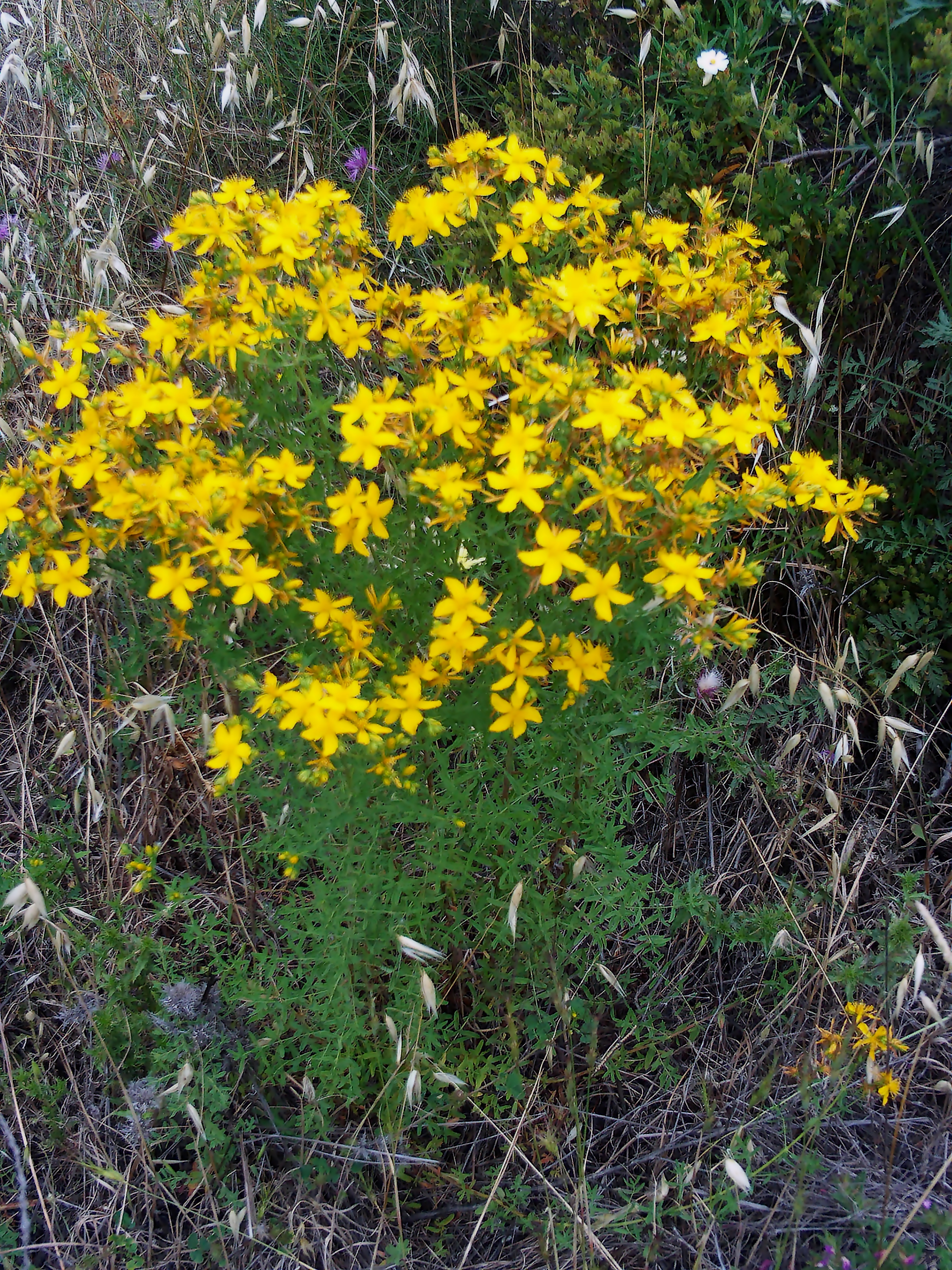
Iperico o Erba di S. Giovanni
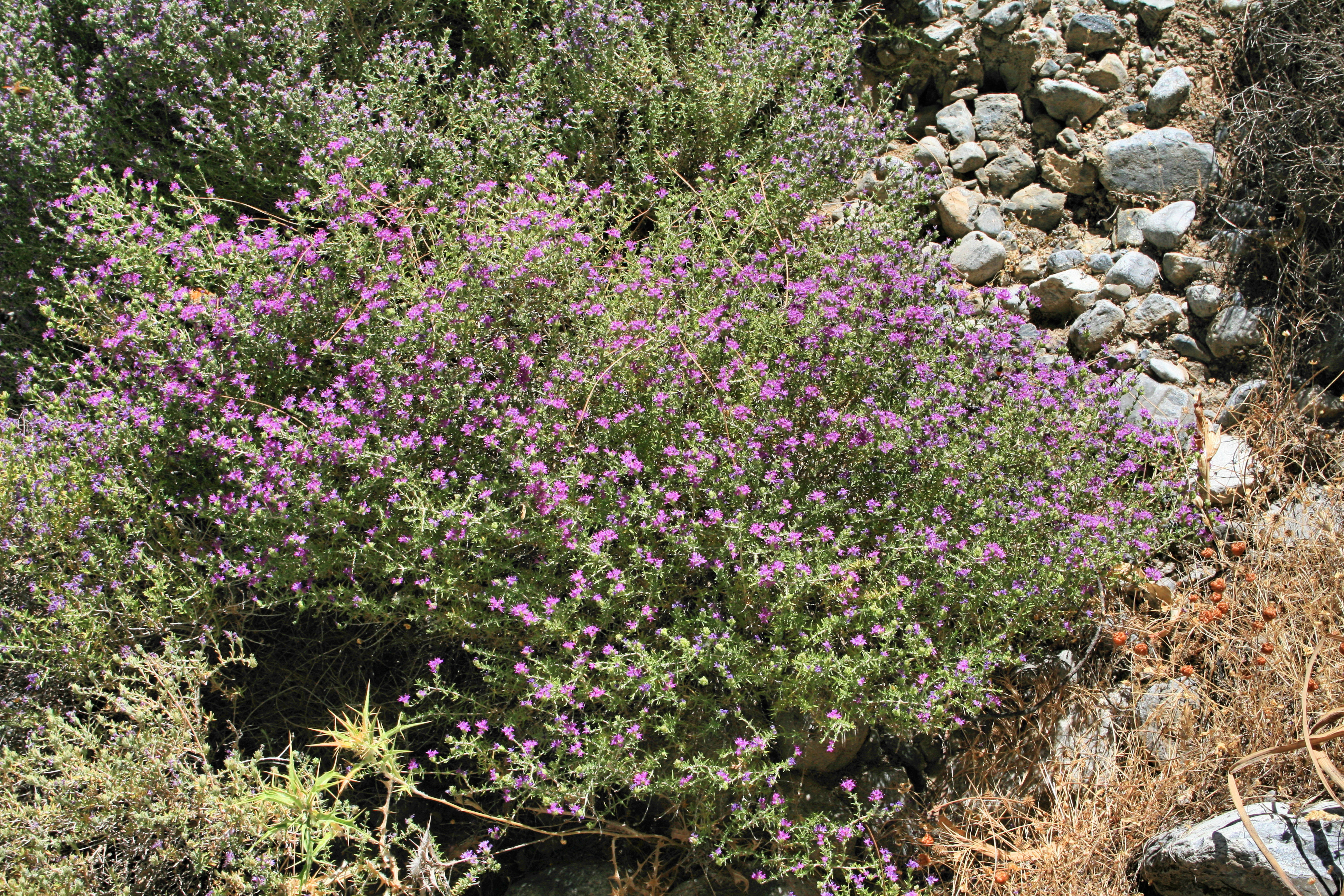
Timo
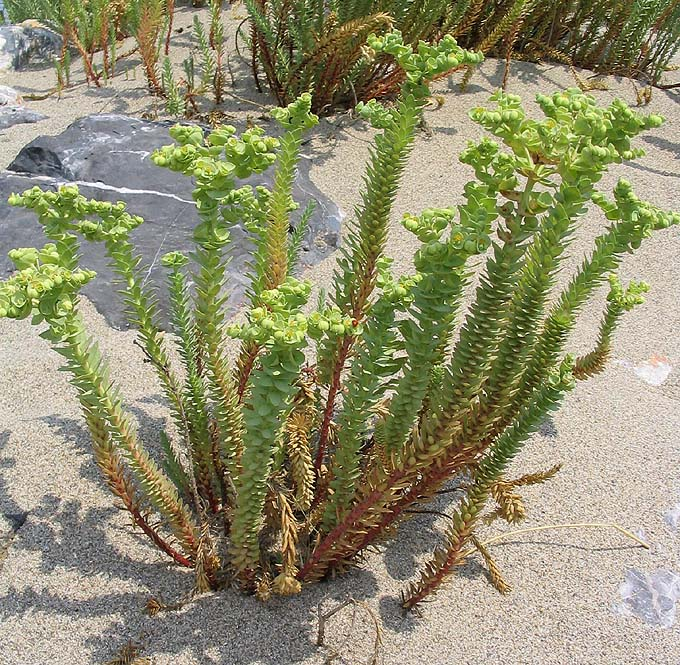
Euforbia di mare
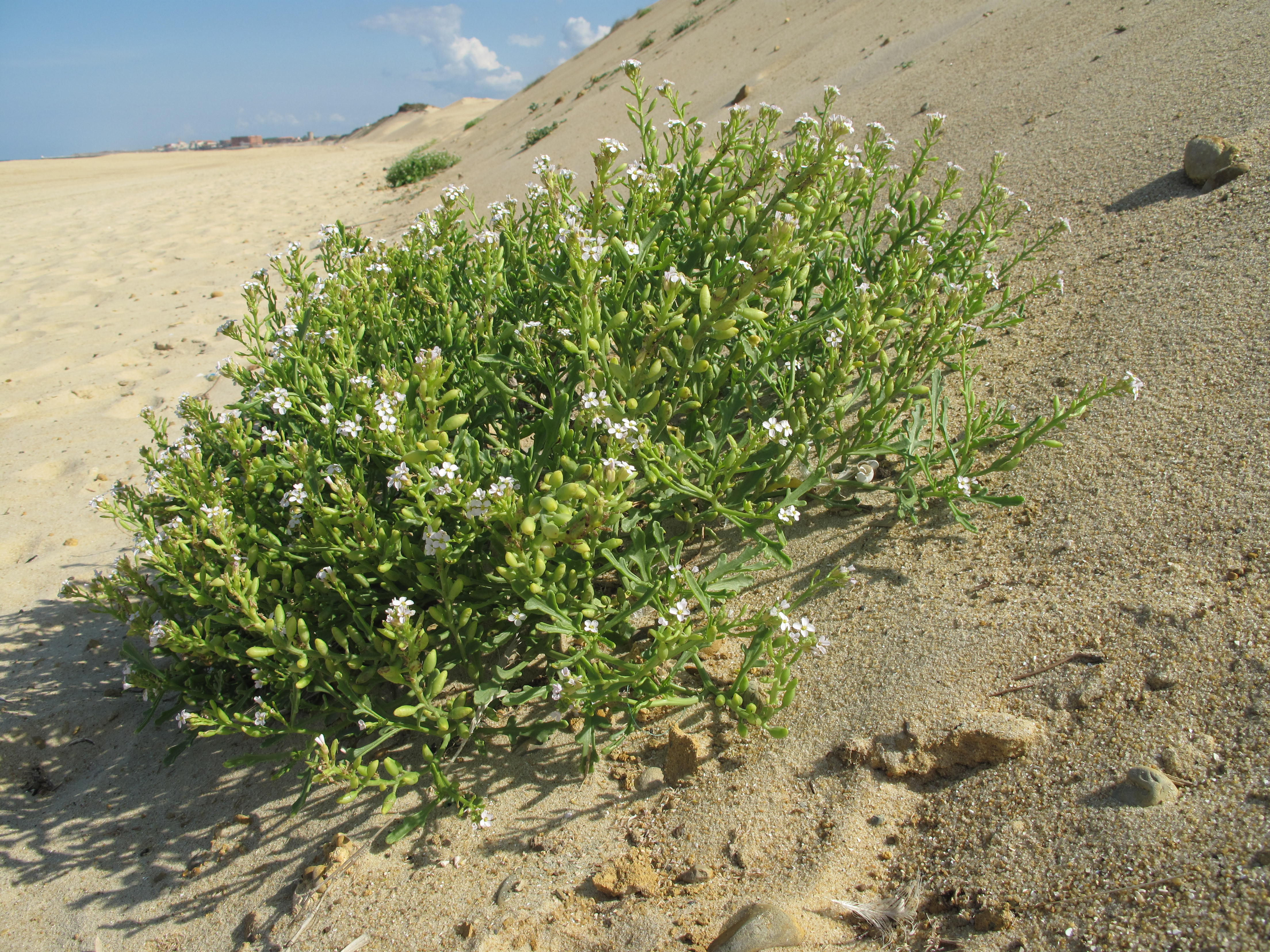
Baccherone o Ravastrello
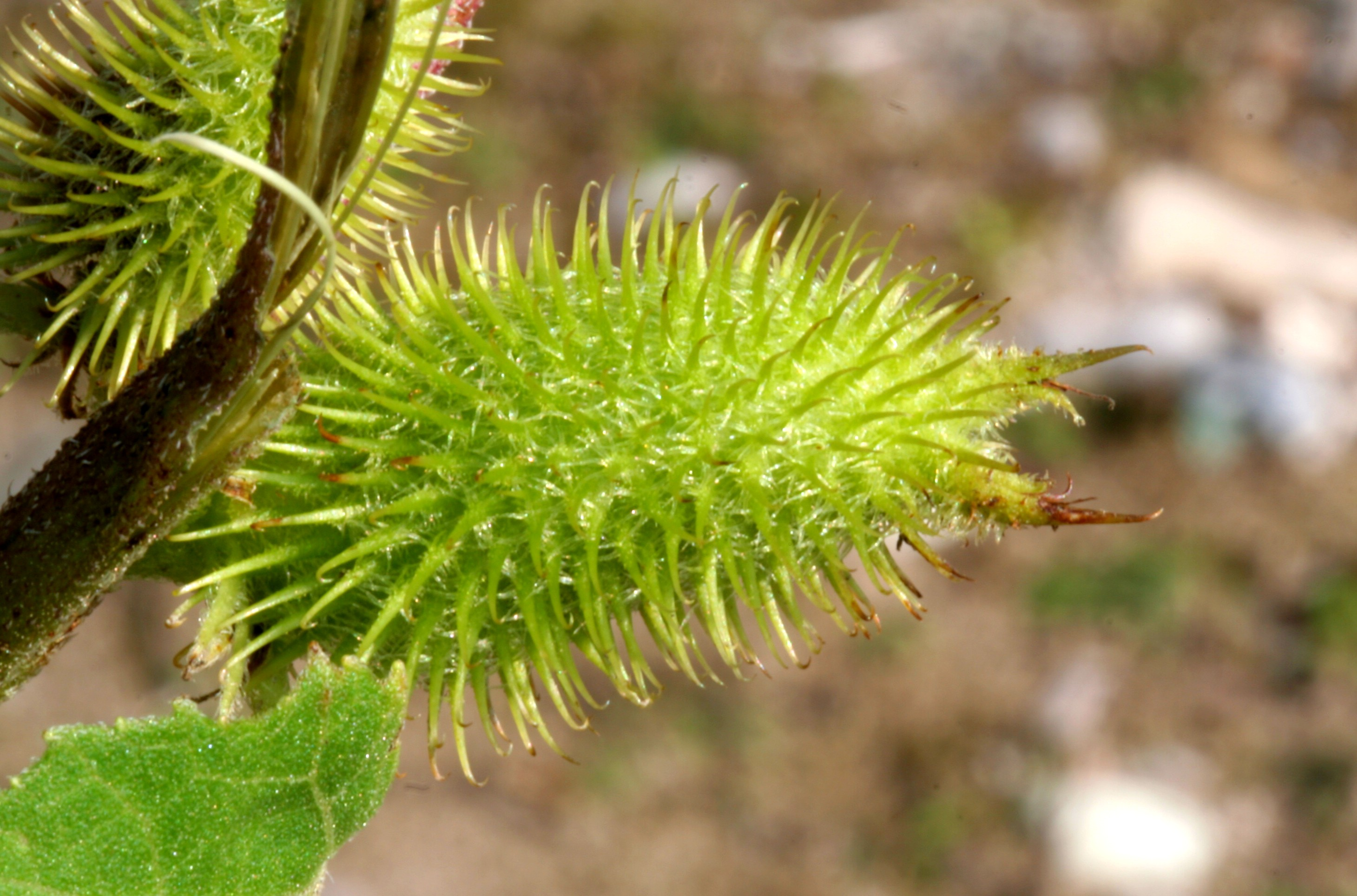
Xanto
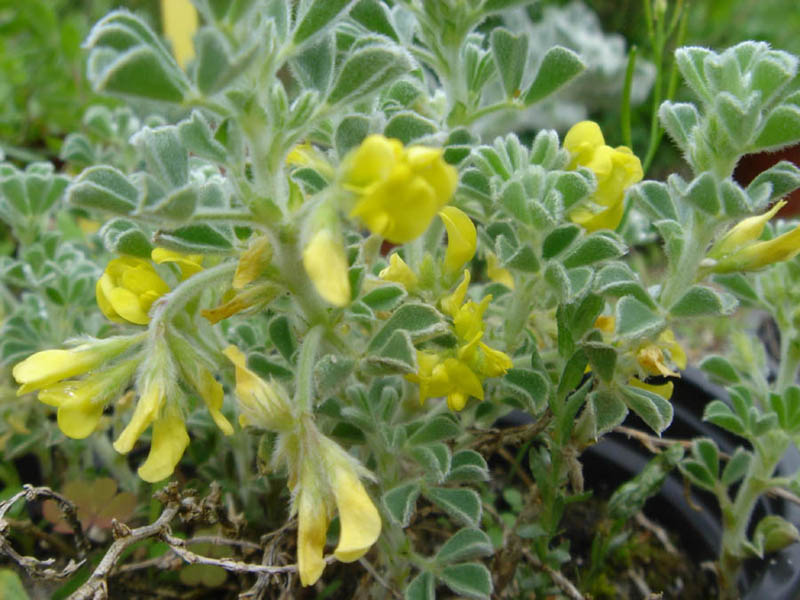
Erba medica di mare
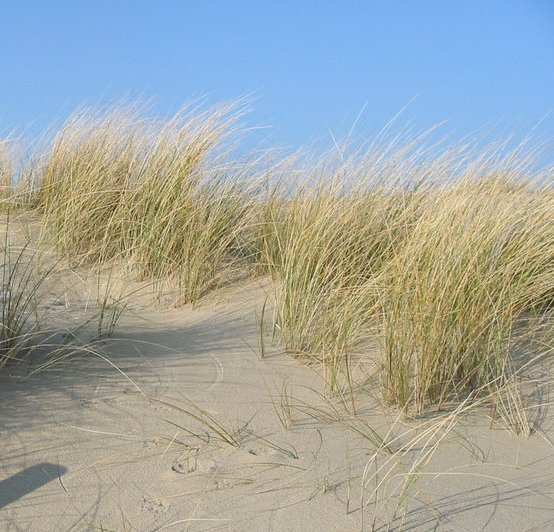
Sparto pungente o Ammofila